# Wilhelmplatz (Berlin)

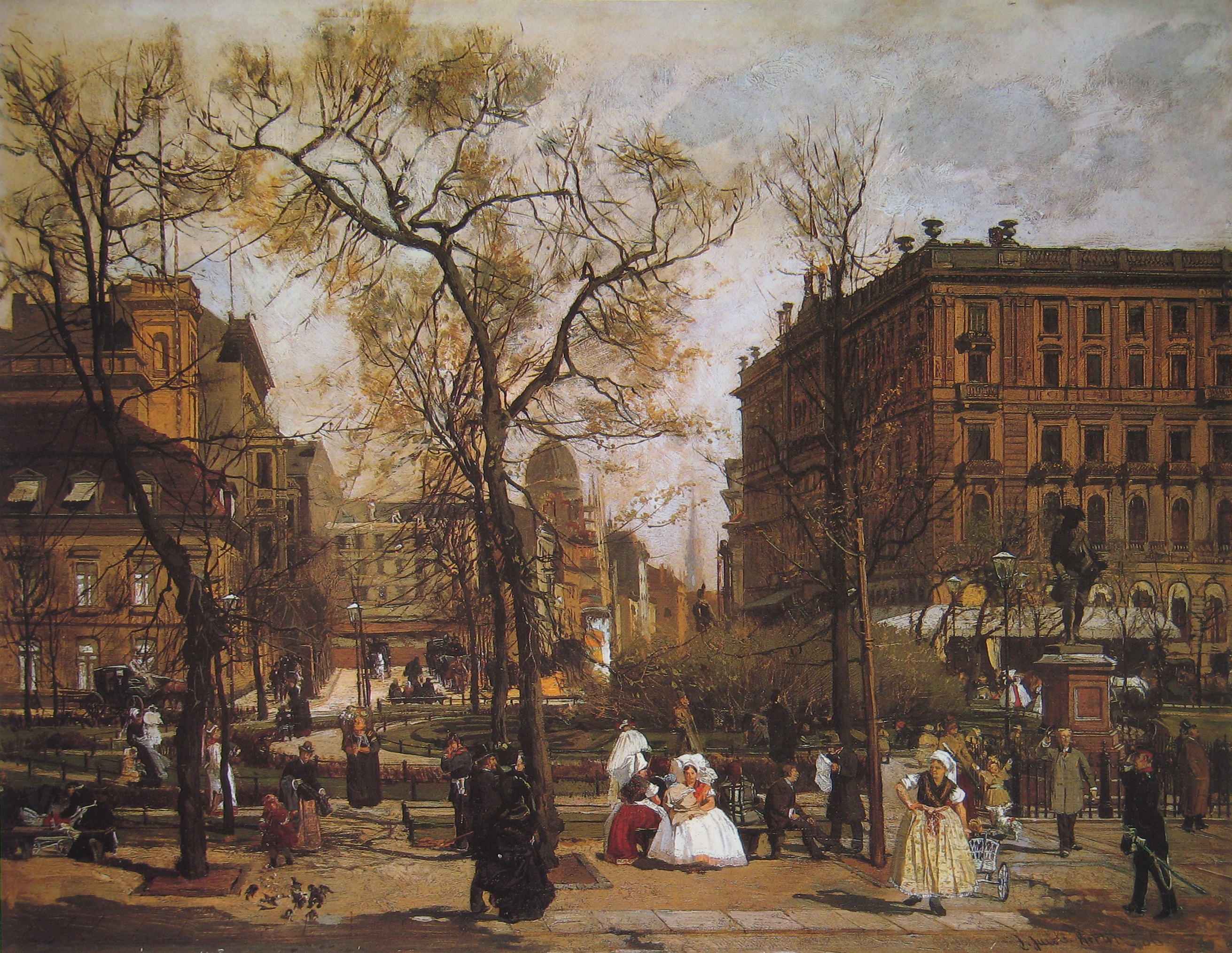
Wilhelmplatz
Gemälde von Julius Jacob dem Jüngeren, 1886

Der Wilhelmplatz war ein Platz im heutigen Berliner Ortsteil Mitte, der an die Wilhelmstraße angrenzte. An ihm lagen in der Zeit des Deutschen Kaiserreichs, der Weimarer Republik und der NS-Diktatur die Reichskanzlei, eine Reihe von Ministerien sowie weitere markante Gebäude, die in der Mehrzahl im Zweiten Weltkrieg bei den Luftangriffen und der Schlacht um Berlin zerstört wurden.
Heute sind seine Umrisse nur noch teilweise erkennbar, da auf dem abgeräumten Areal in der Zeit der DDR neue Bauten errichtet wurden. Der ehemalige Wilhelmplatz ist Bestandteil der Geschichtsmeile Wilhelmstraße, mit der anhand von Schautafeln die Geschichte des ehemaligen Regierungsviertels im Laufe der Jahrhunderte dokumentiert wird.

## Im 18. Jahrhundert

### Anlage des Platzes

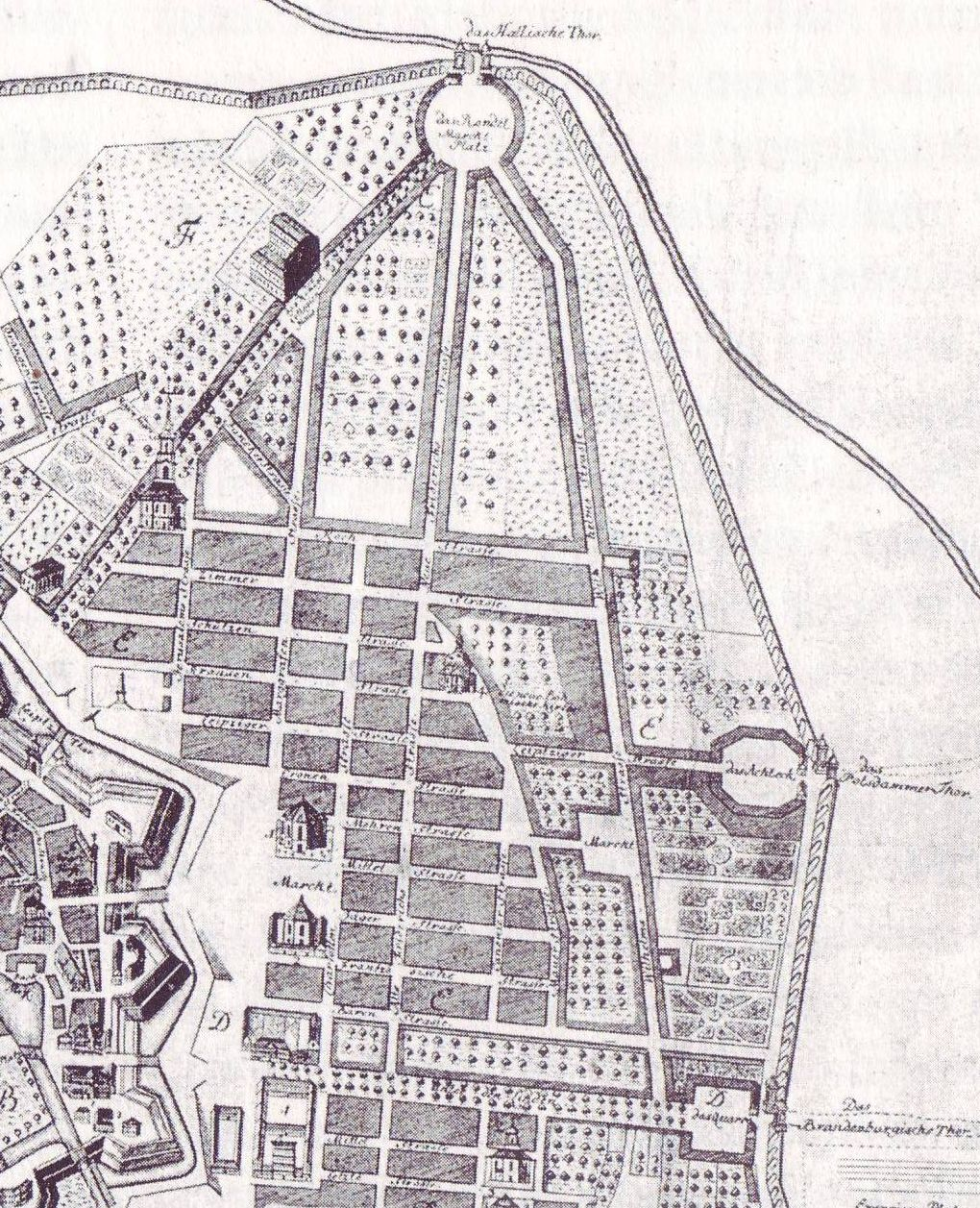
Die Friedrichstadt im Plan der Königlichen Residenzstadt Berlin mit Süden = oben (1737); in der Nähe des Achtecks liegt der noch als Marckt bezeichnete Wilhelmplatz.

Wilhelmplatz und Wilhelmstraße entstanden im Zuge der nach 1721 forcierten, westlichen und südlichen Erweiterung der Friedrichstadt, die seit 1688 südlich der heutigen Straße Unter den Linden entstanden war. Die Leitung des Erweiterungsprojekts hatte der Ingenieur und Vorsitzende der städtischen Baukommission Major Christian Reinhold von Derschau. Ihm beratend zur Seite standen der Königliche Oberbaudirektor Johann Philipp Gerlach und Hofbaudirektor Johann Friedrich Grael, die für die architektonische Gestaltung verantwortlich waren. Unter ihrem Einfluss beschloss die Baukommission verbindliche und eng gefasste Richtlinien, damit sich ein harmonisches, ganzheitlich wirkendes Stadtbild ergab.
Zunächst sah man ein traditionelles, kleinteiliges Rastersystem für die neu anzulegenden Straßen vor. Ab 1732 dominierten in der Planung jedoch drei zentrale Nord-Süd-Achsen, die am Südende strahlenförmig in einem kreisrunden Platz zusammenliefen, dem Rondell (heute: Mehringplatz). Sie erhielten später die Bezeichnungen Wilhelmstraße, Friedrichstraße und Lindenstraße. Ein königliches Patent vom 29. Juli 1734 erwähnt unter den Bauvorhaben auch die Anlage eines größeren Platzes an der Wilhelmstraße.
Ein Plan der Königlichen Residenzstadt Berlin aus dem Jahr 1737 weist erstmals einen viereckigen Platz aus, der sich im nördlichen Drittel der Wilhelmsstraße (wie man sie bis ins 19. Jahrhundert schrieb) an deren östlicher Seite öffnet. Bis 1749 war er als Wilhelms-Markt bekannt, danach trug er für genau 200 Jahre die Bezeichnung Wilhelmsplatz bzw. Wilhelmplatz. Namensgeber war der preußische „Soldatenkönig“ Friedrich Wilhelm I., der Ausbau und Gestaltung der Friedrichstadt und vor allem des nördlichen Teils der Wilhelmstraße stark beeinflusst hatte.
Schon nach frühen Planungen schloss an die Ostseite des Wilhelmplatzes eine breite Verbindung zur Mohrenstraße an, die zunächst „Am Wilhelmplatz“, ab Mitte des 19. Jahrhunderts Zietenplatz genannt wurde. Auf manchen historischen Karten ist der Zietenplatz verkürzend als Teil des Wilhelmplatzes bzw. der Mohrenstraße ausgewiesen. Erst Anfang des 20. Jahrhunderts wurde die Mohrenstraße über Zietenplatz und Querachse des Wilhelmplatzes hinweg verlängert und endet seitdem an der Wilhelmstraße.

### Randbebauung

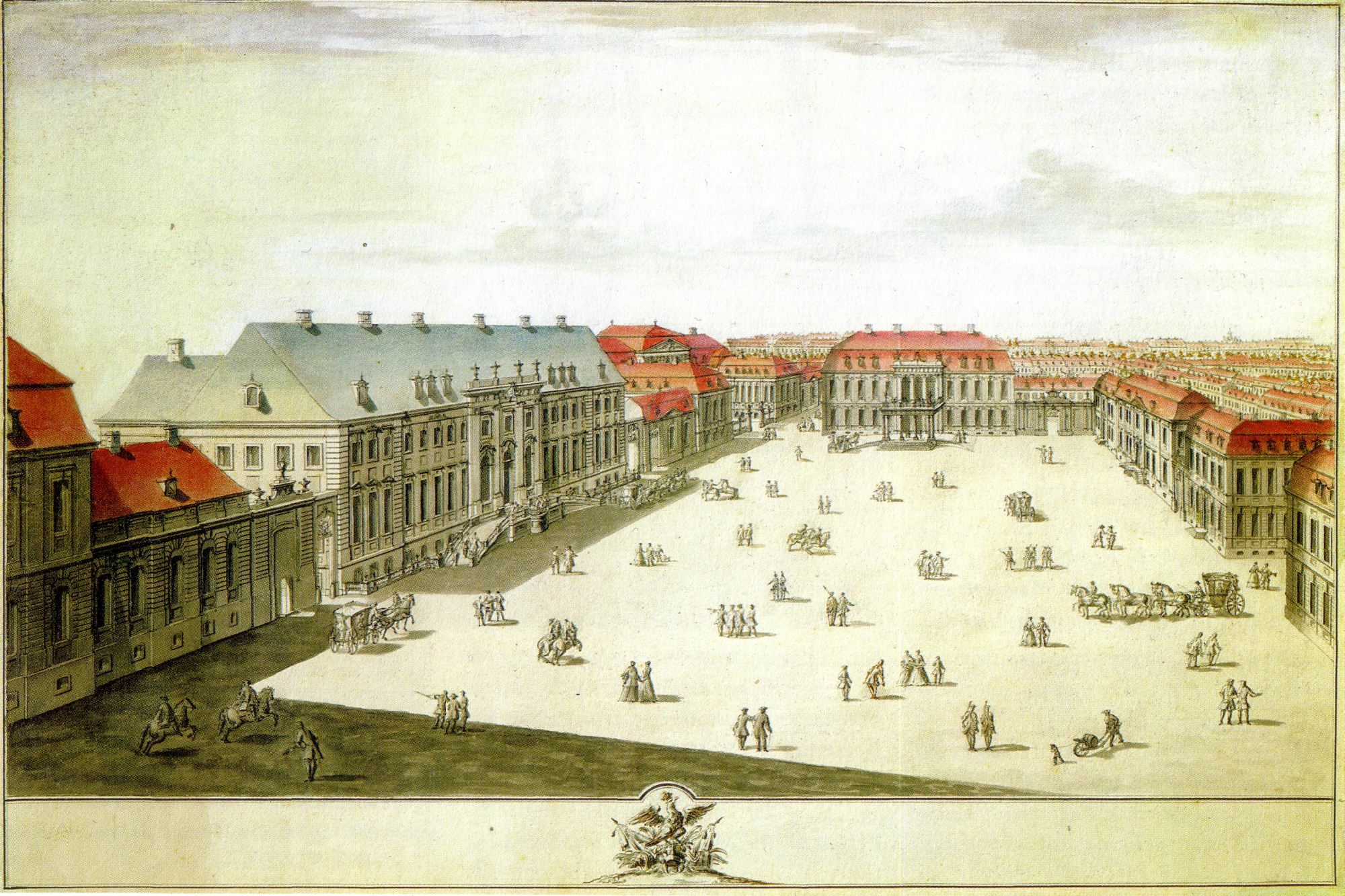
Wilhelms Marckt, Zeichnung von C. H. Horst (um 1733); geplante Bebauung der Westseite von links unten: Gold- und Silbermanufaktur (späteres Reichsverkehrsministerium), Palais Marschall und Palais Schulenburg. An der Nordseite das Ordenspalais (Palais Waldburg)

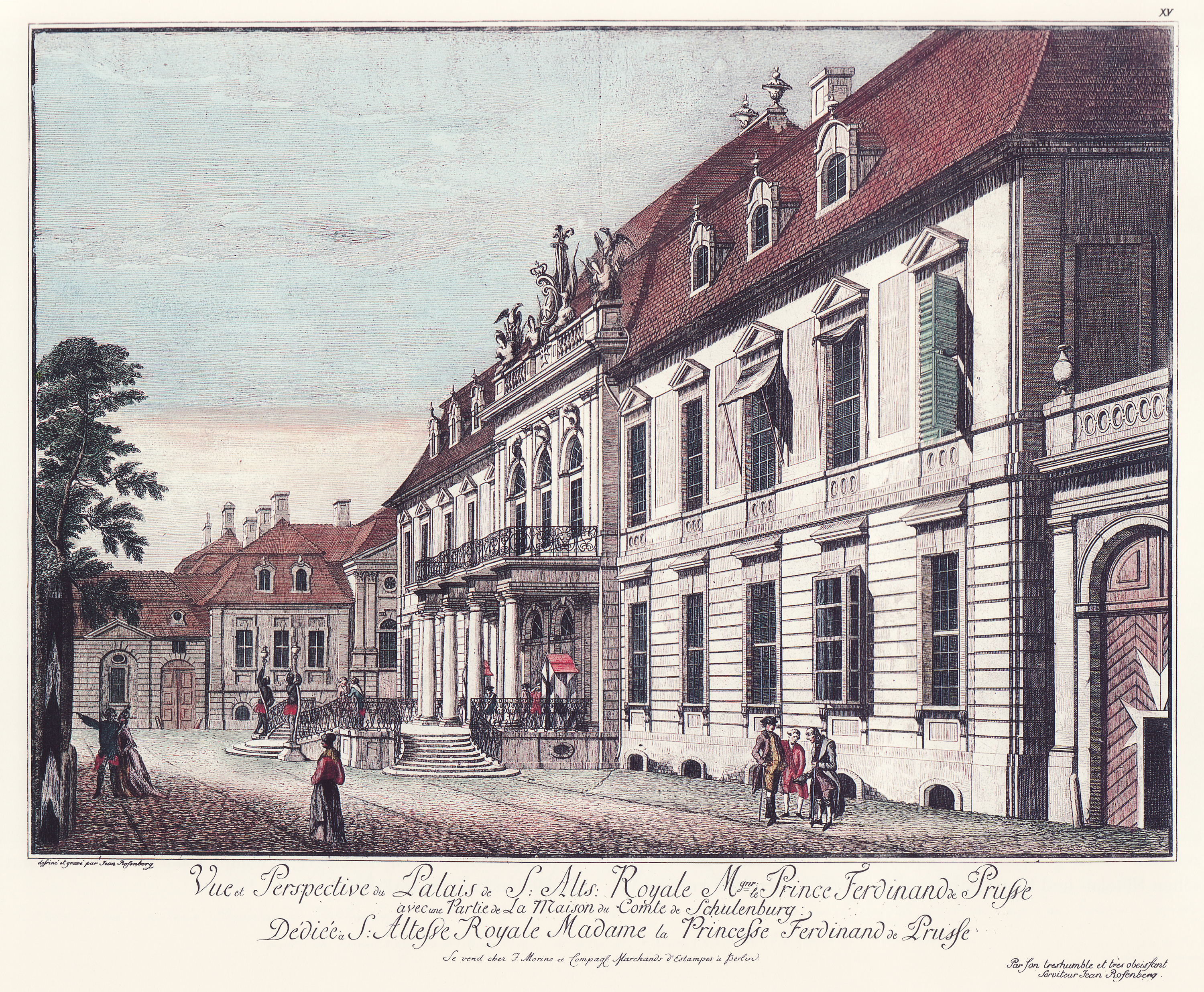
Vorderfront des Ordenspalais; im Hintergrund der linke Seitenflügel des Palais Schulenburg (Alte Reichskanzlei); Stich von Johann Georg Rosenberg, um 1785

Zurückgehend auf einen Wunsch Friedrich Wilhelms I. entstanden an der nördlichen Wilhelmstraße und am Wilhelmplatz ab den 1730er Jahren rund 30 Stadtpalais verdienter Vertreter des Hofes, der Staatsbehörden und des Militärs. Die privaten Bauherren erhielten kostenlos großzügige Grundstücke zugewiesen, der Staat trug einen Teil der Baukosten. In der Literatur herrscht jedoch Uneinigkeit, ob dies für die Betroffenen eher eine erstrebenswerte Ehre oder vor allem eine finanzielle Belastung bedeutete, der man sich lieber entzogen hätte. In jedem Fall sahen sich die Bauherren in die Pflicht genommen, ihren Teil zu einem standesgemäßen Ausbau der Friedrichstadt beizutragen.
Überliefert ist eine frühe Federzeichnung der Bauplanungen für den Wilhelmplatz. Sie stammt von dem Baumeister C. H. Horst und ist etwa auf das Jahr 1733 zu datieren. Darauf ist zu erkennen, dass für die Randbebauung des Wilhelmplatzes von Beginn an besonders prächtige Stadtpaläste vorgesehen waren. Mit Ausnahme eines ursprünglich für die Nordostseite des Platzes geplanten Palais wurden die erstmals von Horst skizzierten Gebäude tatsächlich errichtet. Sie entstanden etwa zeitgleich ab Mitte der 1730er Jahre.
Das wahrscheinlich von Johann Philipp Gerlach und C. H. Horst entworfene Palais Marschall an der Westseite der Wilhelmstraße (Nr. 78) dominierte die neue Platzanlage. Es lag als Blickpunkt auf der Sichtachse der alten Mohrenstraße. Die Aufweitung der Verbindungsstraße zum Wilhelmplatz – der spätere Zietenplatz – war dabei offenbar bewusst so konzipiert, dass weit von Osten her ein umfassender Blick auf das prachtvolle Palais ermöglicht wurde.
Auf dem Grundstück Wilhelmstraße 77 errichtete der Architekt Carl Friedrich Richter das Palais Schulenburg. Während die Friedrichstadt sonst von einer durchgehenden Häuserfront gekennzeichnet war, durfte dem Hauptgebäude hier ein von Seitenflügeln flankierter Ehrenhof vorgesetzt werden. Allerdings nahm man durch die Ausrichtung des benachbarten Palais Marschall auf die Mohrenstraße in Kauf, dass das Palais Schulenburg an die Nordwestecke des Wilhelmplatzes gedrängt wurde und sein Ehrenhof so ohne Bezug zur Platzanlage blieb. Das Palais Schulenburg sollte ab 1878 als Reichskanzlei Amtssitz der deutschen Reichskanzler werden.
Wie fast alle Grundstücke an der Westseite der Wilhelmstraße zwischen Unter den Linden und Leipziger Straße besaßen auch das Palais Schulenburg und das Palais Marschall ausgedehnte Gartenanlagen, die westlich bis zur Höhe der heutigen Ebertstraße reichten. Sie waren teils als barocke Schmuckgärten gestaltet, man baute in ihnen aber auch Obst oder Gemüse zum Verkauf auf den Berliner Märkten an. Diese Anlagen wurden nach Umwandlung der meisten Palais in Regierungsgebäude im 19. Jahrhundert als „Ministergärten“ bezeichnet.
Das erste direkt am Wilhelmplatz gelegene Gebäude war das ab 1737 für den Generalmajor Karl Ludwig Truchsess von Waldburg errichtete Palais Waldburg. Es trug zunächst die Hausnummer Wilhelmplatz 7/8 (später 8/9) und lag an der Nordseite des Platzes. Auf Order des Königs hin übernahm der Johanniterorden das Gebäude nach dem vorzeitigen Tod des Bauherren und ließ es fertigstellen. Möglicherweise lagen dem ebenfalls von Richter erbauten Palais Pläne des königlichen Hofbaumeisters Jean de Bodt zu Grunde.

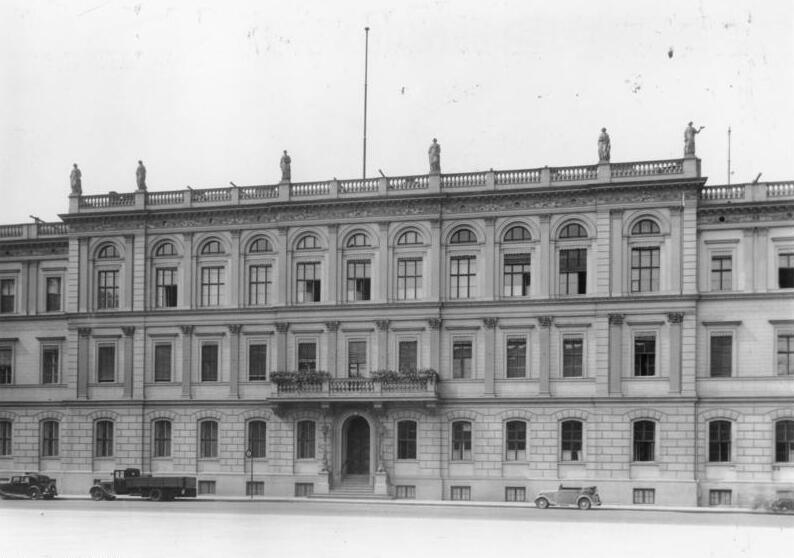
Reichsverkehrsministerium an der Südwestecke des Wilhelmplatzes (Wilhelmstraße 79–80), 1937

Es zeichnete sich bald ab, dass für die Grundstücke an der nördlichen Wilhelmstraße nicht genügend private Bauherren zu finden waren. Daher musste Friedrich Wilhelm I. akzeptieren, dass sich auch Korporationen, Gilden, Vereinigungen und Staatseinrichtungen dort ansiedelten, die sonst eher den südlichen Teil der Wilhelmstraße nutzten. So ließ sich an der Südwestecke des Wilhelmplatzes (Wilhelmstraße 79) eine Gold- und Silbermanufaktur nieder, die von 1735 bis 1737 nach Plänen von Gerlach entstand. Die Manufaktur war im Besitz des Potsdamer Militärwaisenhauses, das sich aus den Erträgen finanzieren sollte. Zu ihr gehörte ein weiteres Gebäude an der Südseite des Wilhelmplatzes (Nr. 2). Das Gebäude Wilhelmstraße 79 wurde in den Jahren 1869 bis 1876 zum Nachbargrundstück (Hausnr. 80) sowie zur Voßstraße (Hausnr. 35) hin erweitert. In dem Gebäudekomplex residierten der preußische Handelsminister und (ab 1878) zusätzlich der preußische Minister der öffentlichen Arbeiten. In der Weimarer Republik und der Zeit des Nationalsozialismus waren dort das Reichsverkehrsministerium und ein Teil der Reichsbahn-Verwaltung untergebracht.
Den Juden Berlins war es seit 1727 untersagt, Häuser in der Stadt zu erwerben. Trotzdem wurde der Jüdischen Gemeinde 1735 das südliche Eckgrundstück zur Wilhelmstraße (Wilhelmplatz 1) mit der Auflage zugewiesen, ein Gebäude darauf zu errichten. Aus Finanznot war die Gemeinde in den folgenden drei Jahrzehnten dazu jedoch nicht in der Lage. Zwischen 1761 und 1764 erwarb dann mit Sondererlaubnissen von König Friedrich II. Veitel Heine Ephraim, Vorsitzender der Jüdischen Gemeinde, den Manufakturbau Wilhelmplatz 2 an der Südseite und das erwähnte Eckgrundstück als Privateigentum sowie die Gold- und Silbermanufaktur zur Erbpacht.

### Generalsdenkmäler
Nach Ende des Siebenjährigen Kriegs im Jahr 1763 entwickelte sich der Plan, auf dem Wilhelmplatz Statuen der im Krieg gefallenen preußischen Generale zu errichten. So entstanden zunächst vier freistehende, in Marmor ausgeführte Einzelfiguren von Generalfeldmarschall Kurt Christoph Graf von Schwerin (Bildhauer: François Gaspard Adam und Sigisbert François Michel, aufgestellt 1769), Generalfeldmarschall Hans Karl von Winterfeldt (Johann David Räntz und Johann Lorenz Wilhelm Räntz, 1777), General Friedrich Wilhelm von Seydlitz (Jean-Pierre Antoine Tassaert, 1781) und Generalfeldmarschall James Keith (Jean-Pierre Antoine Tassaert, 1786). Sie bildeten die Militärs in eher konventioneller Form ab. Schwerin und Winterfeldt waren in antikisierender Manier mit römischen Kleidern und Waffen dargestellt, Seydlitz und Keith in zeitgenössischen Uniformen.
In den Jahren 1794 und 1828 wurden zwei weitere Statuen am Wilhelmplatz aufgestellt, die ursprünglich für andere Berliner Stadtplätze bestimmt gewesen waren. Sie stammten von dem bedeutenden Berliner Bildhauer Johann Gottfried Schadow. Bei den Skulpturen handelte es sich um Darstellungen von Hans Joachim von Zieten und von Leopold I., Fürst von Anhalt-Dessau, genannt „Alter Dessauer“. Das Standbild Zietens war für den ebenfalls in Berlin-Mitte gelegenen, heute nicht mehr existierenden Dönhoffplatz vorgesehen gewesen, das Denkmal Anhalt-Dessaus hatte seit 1800 zunächst an der Südwestecke des Lustgarten gestanden und wurde dann gemäß der Planung von Karl Friedrich Schinkel (der beide Stadtplätze neu gestaltete) umgesetzt. Zusammen prägten die sechs Skulpturen den Wilhelmplatz bis zur Mitte des 20. Jahrhunderts.
Wegen der Anfälligkeit des Materials wurden auf Anraten von Christian Daniel Rauch ab 1857 von dem Bildhauer August Kiß Bronzeversionen der Marmorskulpturen hergestellt. Sie ersetzten die Originale, die in geschlossenen Räumen aufgestellt werden sollten. Allerdings gestaltete Kiß die Skulpturen Schwerins und Winterfeldts völlig neu und befreite sie von ihrem antiken Erscheinungsbild. Die Originale vom Wilhelmplatz fanden nach wechselnden Standorten 1904 eine Unterkunft in der kleinen Kuppelhalle des Bode-Museums.
Sowohl Marmororiginale wie Bronzeversionen überstanden den Zweiten Weltkrieg, blieben danach aber jahrzehntelang in verschiedenen Depots den Blicken der Öffentlichkeit entzogen. Erst im Zuge einer Preußen-Renaissance in der DDR seit den 1980er Jahren wurde über eine Wiederaufstellung diskutiert. Anlässlich der 750-Jahr-Feier Berlins im Jahr 1987 überführte man dann die Marmor-Originale wieder in die kleine Kuppelhalle des Bode-Museums. Die Bronzeversionen wurden zu gleicher Zeit vor dem Alten Museum im Lustgarten aufgestellt, in den 1990er Jahren aber wieder eingelagert.
Nach der Jahrtausendwende plante man auf Betreiben der Berliner Schadow-Gesellschaft, die Statuen der preußischen Militärs in der Nähe ihrer historischen Standorte wieder aufzustellen. Die Bronzekopien der Denkmale von Zieten und Anhalt-Dessau wurden 2003 und 2005 auf der U-Bahn-Insel an der Querachse des ehemaligen Wilhelmplatzes wiedererrichtet. Die restlichen vier Bronzestatuen fanden im September 2009 einen neuen Standort auf dem benachbarten Zietenplatz, nachdem dessen 2005 begonnene Rekonstruktion abgeschlossen war. Seit 2011 stehen die Statuen als Gesamtanlage unter Denkmalschutz.

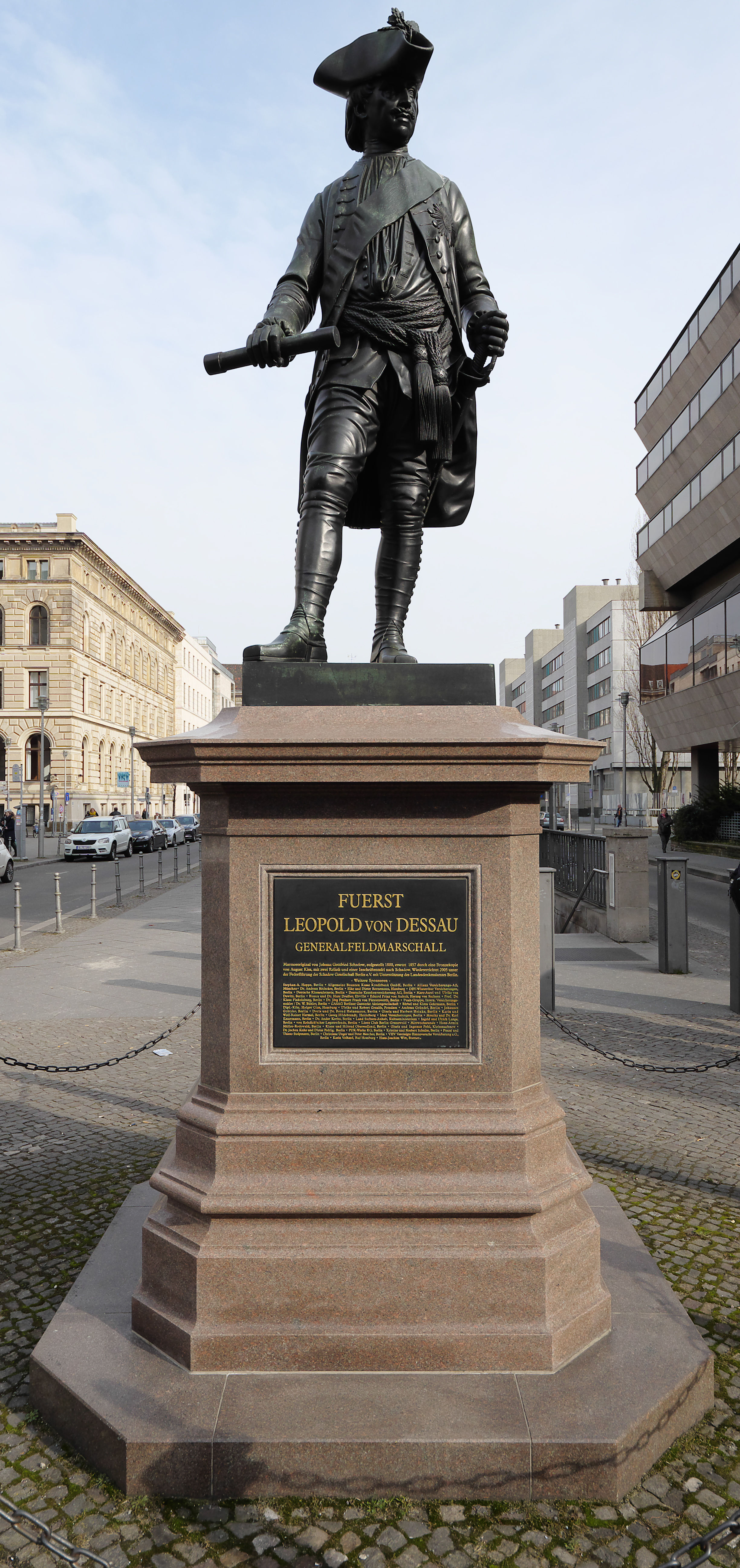
Denkmal des Alten Dessauer
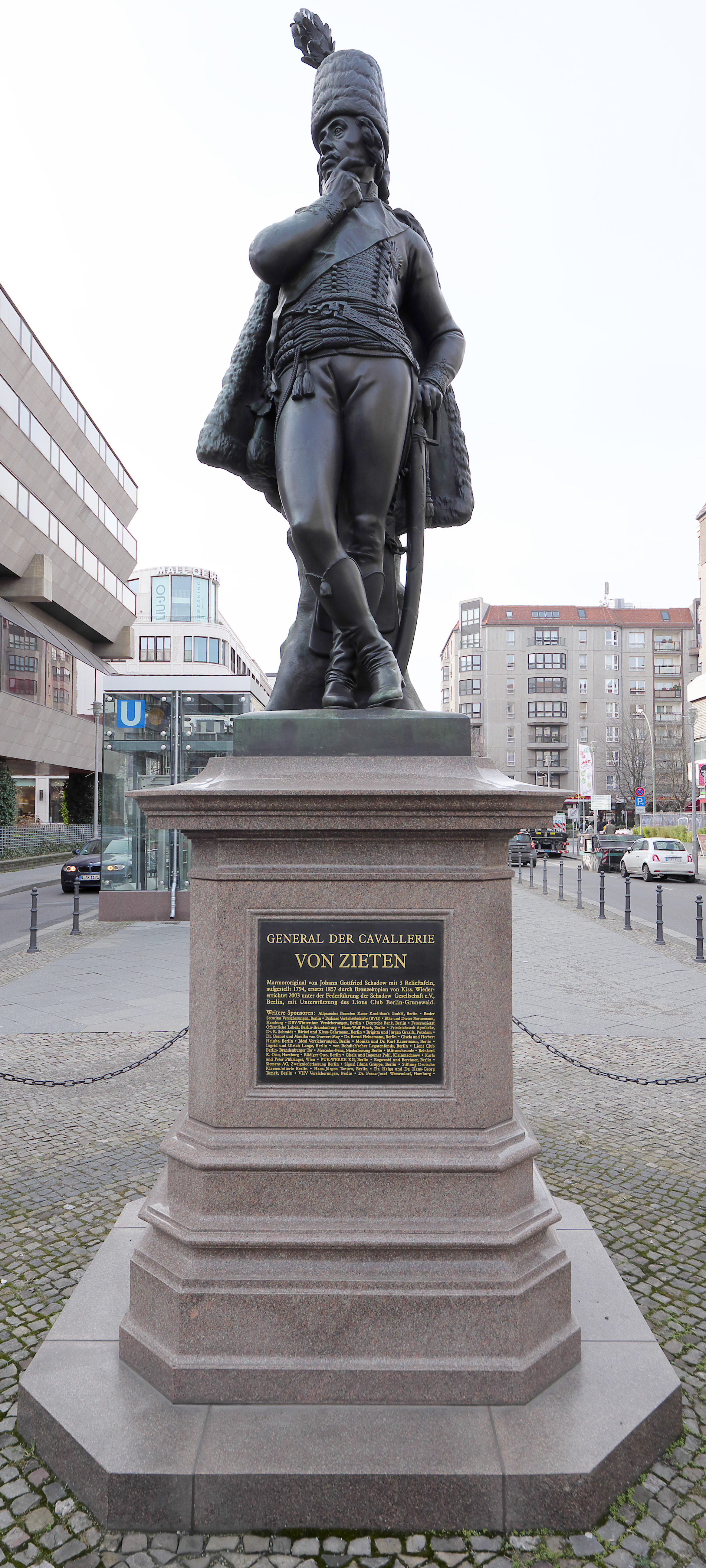
Zieten-Denkmal
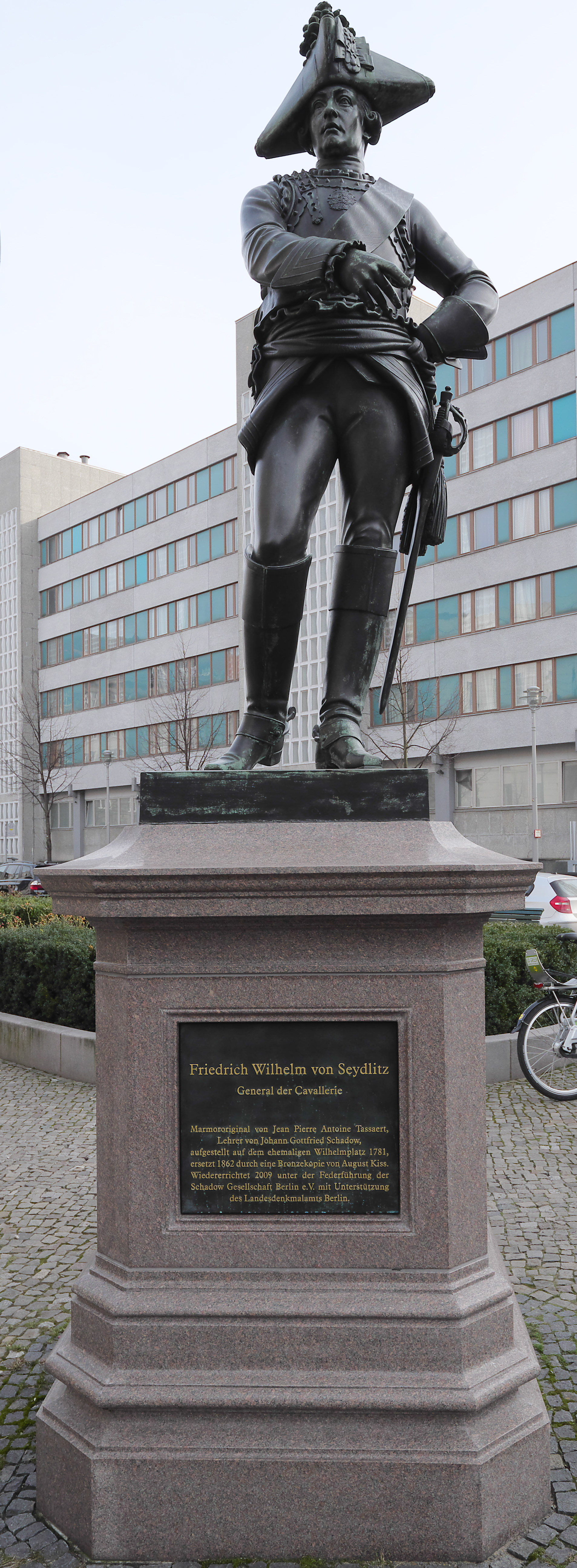
Seydlitz-Denkmal
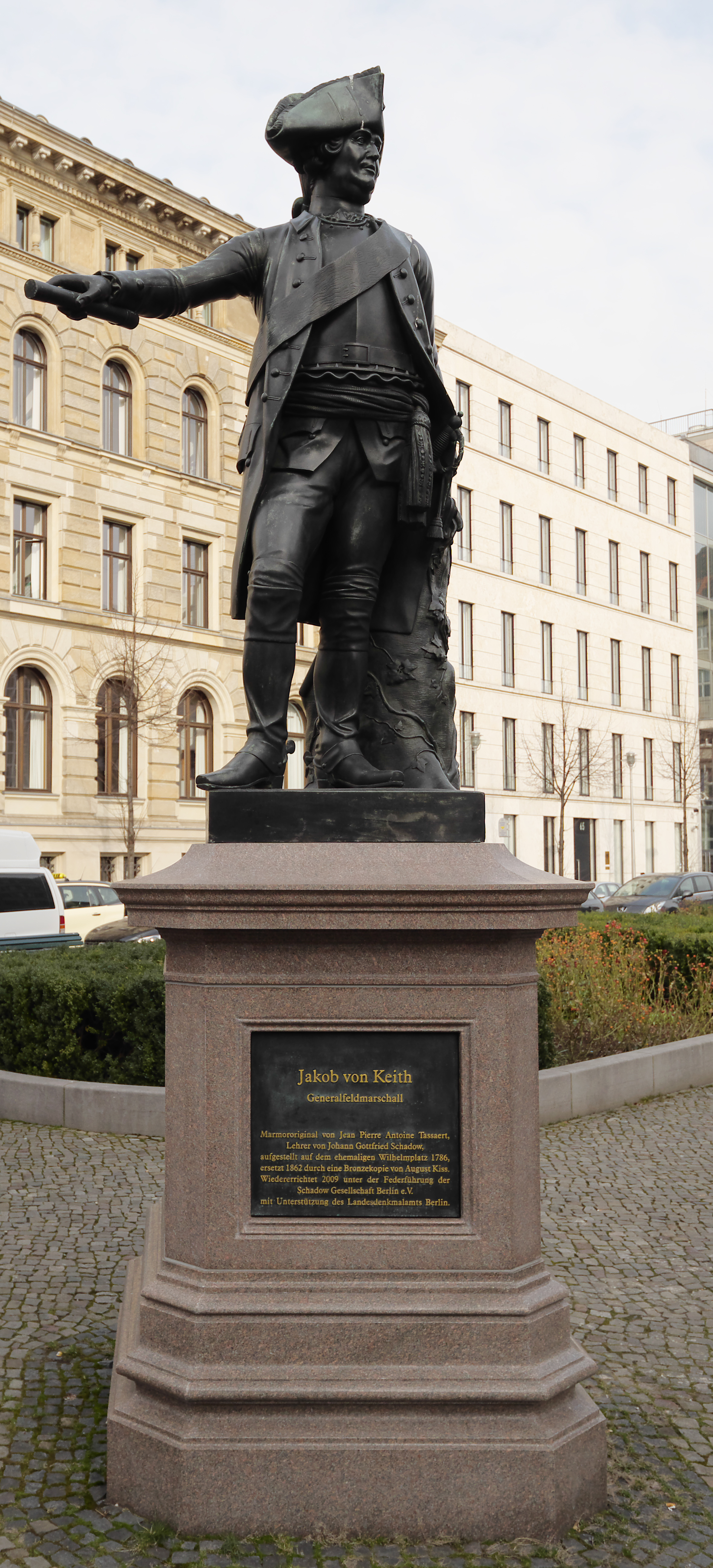
Keith-Denkmal
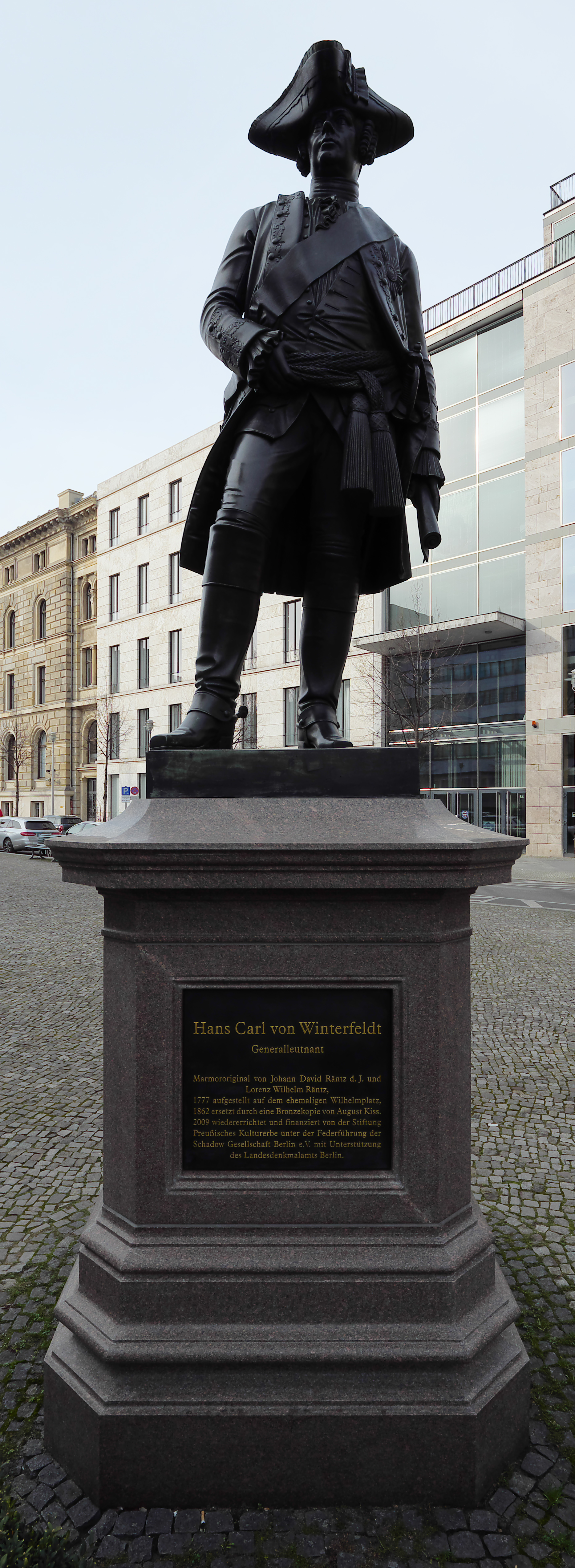
Winterfeldt-Denkmal
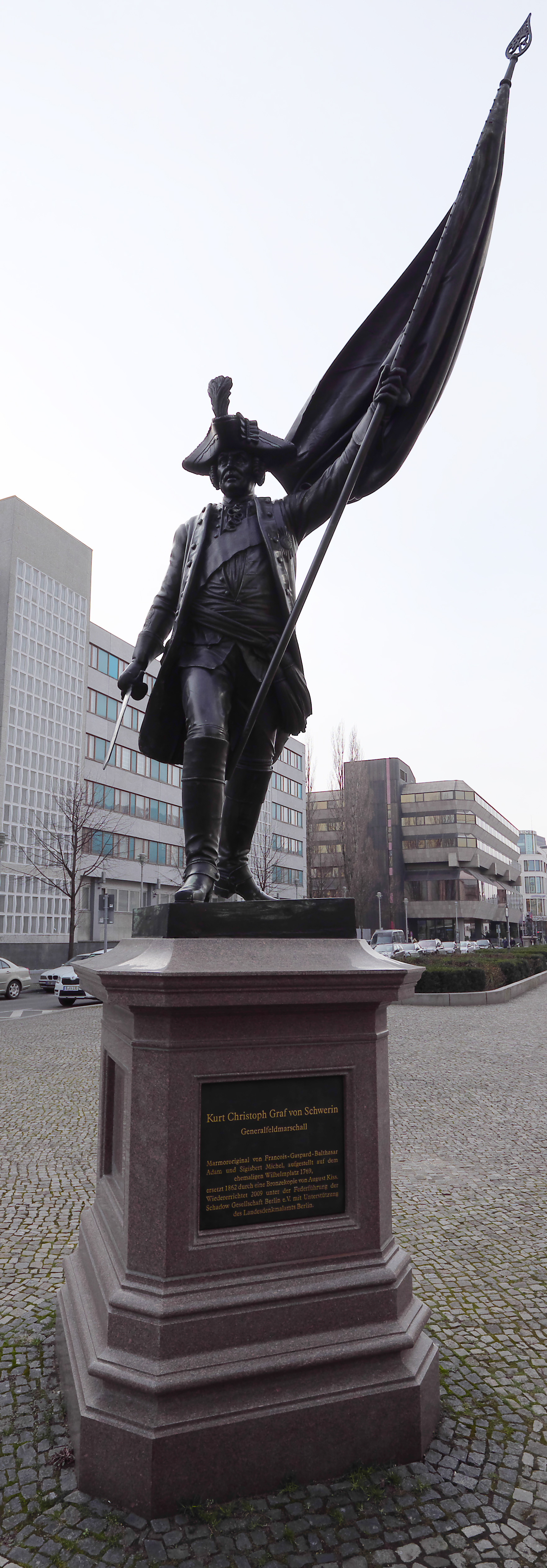
Schwerin-Denkmal

## Bis 1871

### Umgestaltung durch Schinkel und neue Anwohner

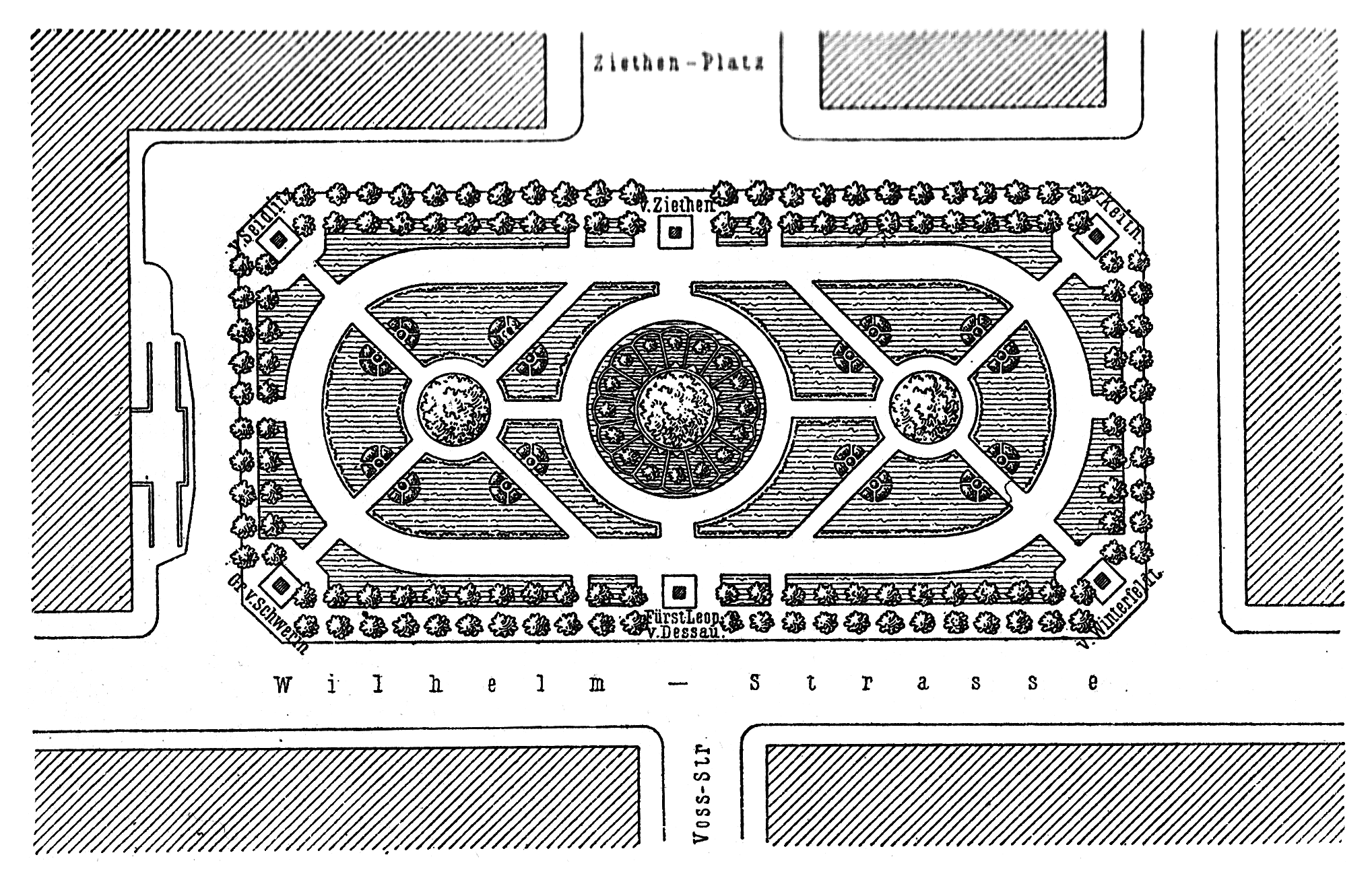
Plan des Wilhelmplatzes vom Ende des 19. Jahrhunderts, der noch die schinkelsche Platzgestaltung zeigt; Voßstraße (unten Mitte) und Kaiserhofstraße (oben rechts) wurden erst in den 1870er Jahren angelegt.

Schinkel unterbreitete seinen Vorschlag, das Denkmal von Anhalt-Dessau auf den Wilhelmplatz zu versetzen, im Rahmen der von ihm verantworteten Umgestaltung der Platzanlage im Jahr 1826 – der bis dahin umfangreichsten Veränderung des Areals. Den Denkmalen wies er neue Standorte an den Enden der beiden Platzdiagonalen und der Querachse zu. Außerdem gab er dem Areal mit Rasenflächen, Lindenbäumen und einem ovalen Gehweg, der die Ränder des Platzes tangierte, das Erscheinungsbild eines Parks.
Die Randbebauung des Wilhelmplatzes wurde bis zum Ende des 19. Jahrhunderts teilweise durch Anbauten erweitert, teils durch größere Neubauten ersetzt. Der mehrfache Besitzer- und Nutzerwechsel von Stadtpalais führte auch zu deren neuer Bezeichnung.
Das Palais Schulenburg gehörte Anfang der 1790er Jahre kurzzeitig Sophie von Dönhoff, der morganatischen Ehefrau von König Friedrich Wilhelm II. 1796 kam es in den Besitz von Anton Fürst Radziwill und war fortan als „Palais Radziwill“ bekannt. Während der napoleonischen Besetzung Berlins residierte in ihm der französische Stadtkommandant. In den kommenden Jahrzehnten befand sich im Palais Radziwill einer der führenden Berliner Salons, der aufgrund des Katholizismus der Hausherren im protestantischen Preußen gleichermaßen Aufsehen wie Abneigung erregte. Begleitet von eigenen Kompositionen ließ Radziwill, ein großer Bewunderer Goethes, im Haustheater des Palais 1819/1820 Faust I uraufführen.

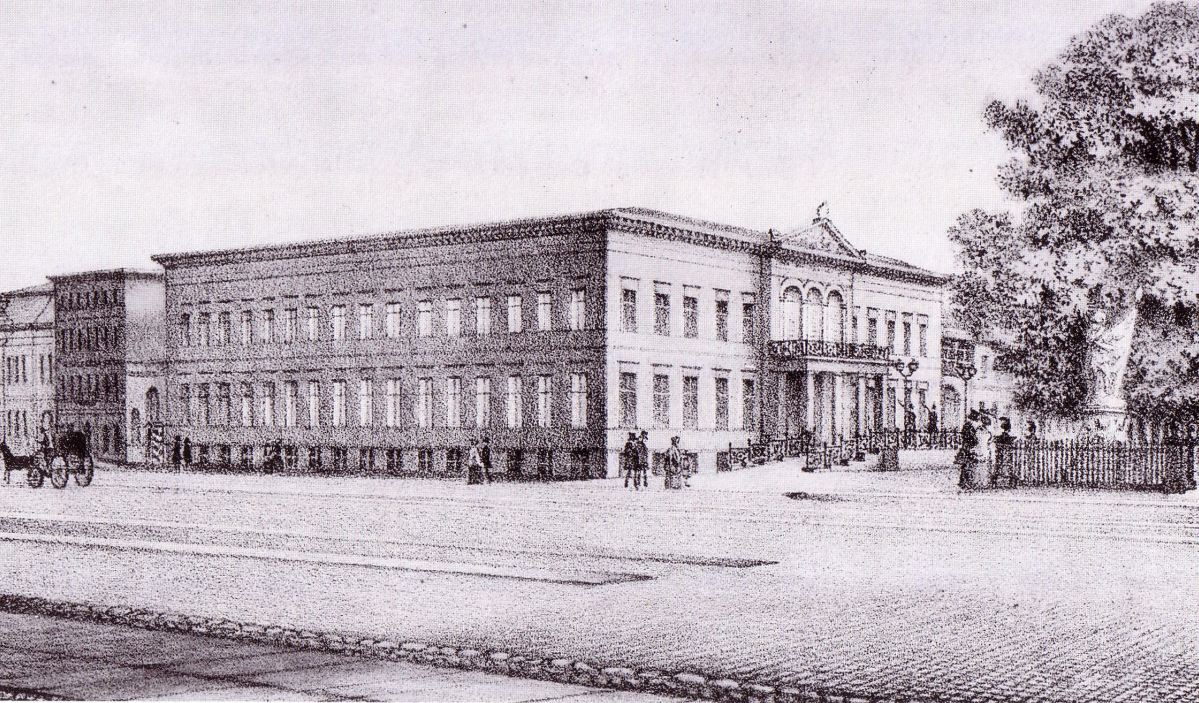
Palais Prinz Karl im klassizistischen Stil nach dem Umbau durch Stüler, um 1830

Mit der Auflösung des Johanniterordens im Zuge der Preußischen Reformen fiel das Ordenspalais 1811 an den Staat. König Friedrich Wilhelm III. übertrug es anlässlich dessen Verlobung 1826 auf seinen dritten Sohn Carl von Preußen. So wurde aus dem Ordenspalais das „Palais Prinz Karl“ mit der neuen Nummerierung Wilhelmplatz 8/9. Karl ließ durch Friedrich August Stüler auf Grundlage von Plänen Schinkels 1827–1828 das Innere des Barockgebäudes umgestalten, das Äußere klassizistisch überformen und ein rechtes Seitengebäude errichten. Bis zu seinem Tod 1865 zeichnete Stüler für die Umgestaltung einer ganzen Reihe von Gebäuden in der Wilhelmstraße verantwortlich.
Das ehemalige Palais Marschall, das bereits im 18. Jahrhundert mehrmals den Besitzer gewechselt hatte, erwarb 1800 der Geheime Staatsminister Otto Carl Friedrich von Voß. Es hieß danach entsprechend „Palais Voß“. In einem dazugehörigen Gartenhaus wohnten zwischen 1811 und 1814 Achim und Bettina von Arnim. In einem Brief an Goethe beschrieb Letztere ihre Lebenssituation dort mit den Worten: „Ich wohne hier in einem Paradies!“

### Anfänge des RegierungsviertelsWilhelmstraße

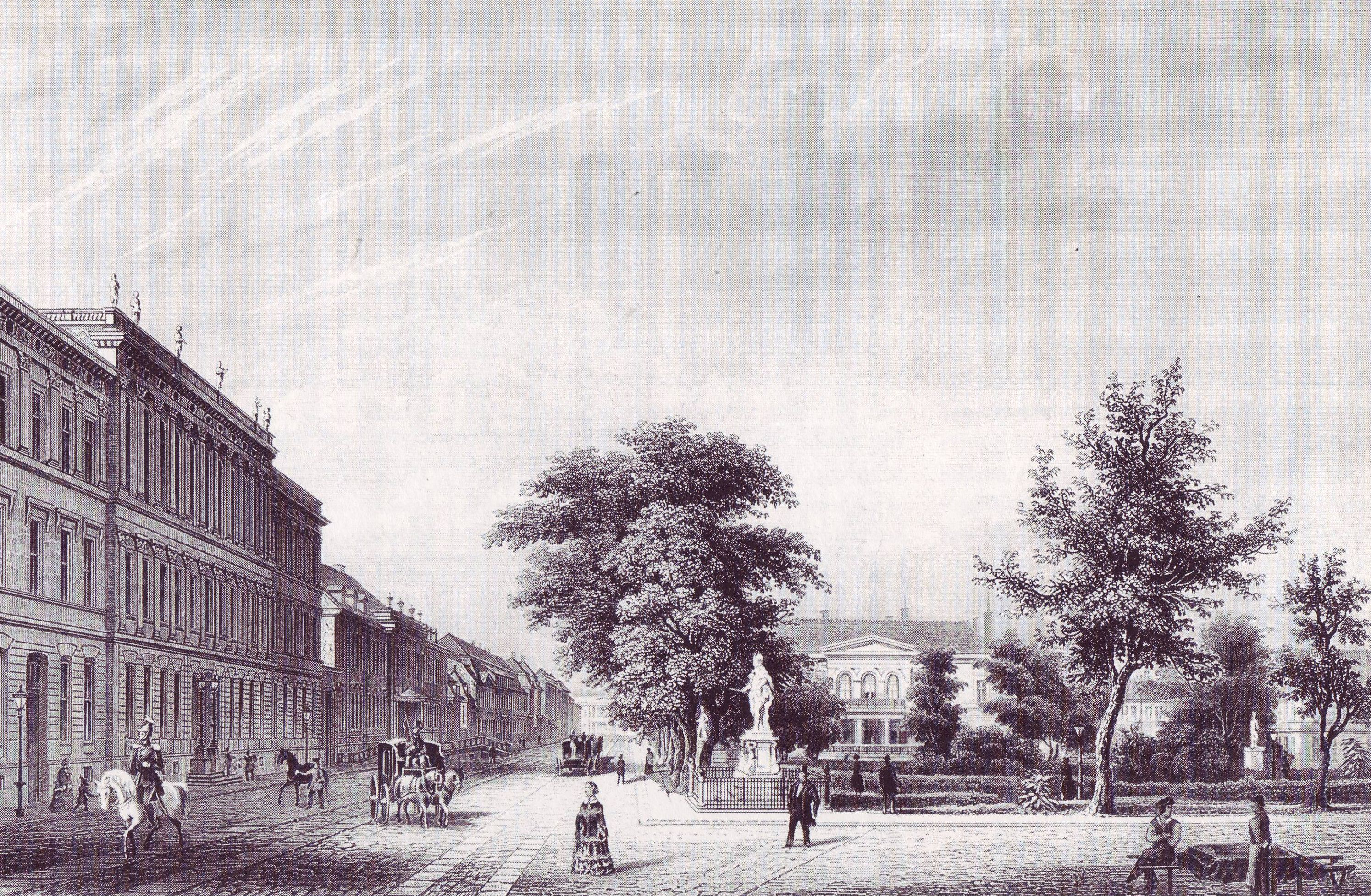
Wilhelmplatz um 1850, Blickrichtung Norden; links die Wilhelmstraße

Bereits am Ende des 18. Jahrhunderts zeigte sich, dass preußische Adlige zur dauerhaften Unterhaltung der stattlichen Palais in der nördlichen Wilhelmstraße finanziell häufig nicht in der Lage waren. So kam es zu einzelnen Verkäufen an Vertreter des aufstrebenden Bürgertums, die die Gebäude teilweise wirtschaftlichen Zwecken zuführten, zum Beispiel als Manufakturen, Verlagshäuser oder indem sie Teile vermieteten. Auf kleineren Parzellen der Umgebung waren außerdem schon frühzeitig „richtige“ Bürgerhäuser entstanden.
In einer Gegenbewegung begann in den 1790er Jahren auch der Staat Preußen, Grundstücke und Gebäude an der Wilhelmstraße zu erwerben und sie für öffentliche Zwecke zu verwenden. Es war beabsichtigt, das Erscheinungsbild von Wilhelmplatz und Umgebung als „Schaufenster“ der aristokratisch-preußischen Tradition zu bewahren. Die administrative und räumliche Trennung von Hof und Regierung, die in der zweiten Hälfte des 18. Jahrhunderts eingesetzt hatte, verstärkte sich nach den Befreiungskriegen. Eigenständige Ministerien und Behörden begannen sich herauszubilden. Da diese engen Kontakt untereinander halten sollten, entstand im Laufe des 19. Jahrhunderts ein zunächst preußisches, dann reichsdeutsches Regierungsviertel, das unter dem Metonym „Wilhelmstraße“ bekannt wurde. Schon bald folgten Gesandte deutscher oder ausländischer Staaten, die sich in freien Wohnungen der Umgebung einmieteten. In den 1840er Jahren hatten beispielsweise die Gesandtschaften von Belgien, Mecklenburg-Strelitz und Württemberg ihren Sitz am Wilhelmplatz.
Das erste Haus am Wilhelmplatz, das preußische Regierungsfunktionen erfüllte, war das Ordenspalais. Das Gebäude beheimatete ab 1817 Abteilungen des preußischen Generalstabes und ab 1820 zusätzlich Büros des Ministeriums für auswärtige Angelegenheiten. Beide Behörden mussten 1827 umziehen, als das Ordenspalais an Prinz Karl überging. Das Außenministerium bezog daraufhin das von den Erben Ephraims erworbene, südliche Eckgebäude Wilhelmstraße 61/Wilhelmplatz 1.
Der preußische Staat übernahm 1844 auch das durch Umbau im Jahr 1823 stark veränderte Gebäude der Gold- und Silbermanufaktur (deren Produktion nur noch in rückseitigen Anbauten lief) in der Wilhelmstraße 79. Ab 1848 residierte hier das neu gegründete Ministerium für Handel, Gewerbe und öffentliche Arbeiten. Das Gebäude wurde 1854/55 durch Stüler erneut umgebaut und dabei aufgestockt.

## Im Deutschen Kaiserreich

### Neue Regierungsgebäude um den Platz
Nach der Gründung des Deutschen Kaiserreichs im Jahr 1871 rückte die Wilhelmstraße ins politische Zentrum einer europäischen Großmacht. Durch Umgestaltung existierender preußischer und Gründung neuer Reichsämter, -behörden und -gremien ergab sich Bedarf für repräsentative Amtsgebäude. Auch die Schaffung von Dienst- und Wohnraum für Staatssekretäre und Beamte trug zu einem neuen (Um-)Bauboom am Wilhelmplatz bei. Seine Umgebung erhielt dabei einen nüchtern-dienstlichen Charakter, der keinen Raum für Ladenlokale oder Gaststätten ließ. Bis in die NS-Zeit hinein blieb der Wilhelmplatz einer der wenigen zentral gelegenen Plätze in Berlin, an denen es keine Straßencafés gab.

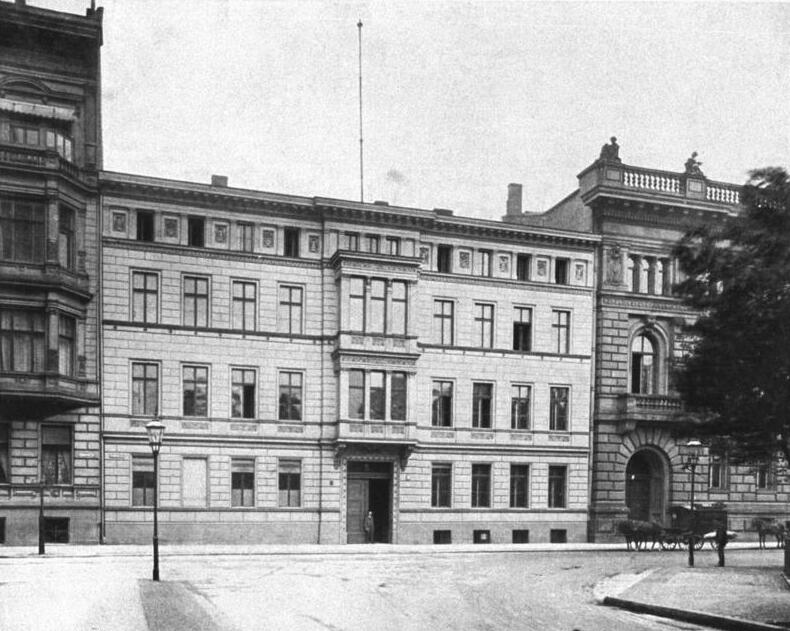
Sitz der Reichsversicherungsanstalt am Wilhelmplatz 2, um 1890 vor der Umgestaltung

Das 1870 zunächst als Institution des Norddeutschen Bundes neu geschaffene Auswärtige Amt ließ sich kurzzeitig an der Südseite des Wilhelmplatzes nieder. Dabei übernahm es das zuvor bereits vom preußischen Ministerium für auswärtige Angelegenheiten benutzte Eckgebäude Wilhelmstraße 61 /Wilhelmplatz 1. Der Einzug erfolgte 1877 nach Abriss dieses Gebäudes und dem Neubau (1874–1877) nach Plänen von Wilhelm Neumann, ausgeführt von Richard Wolffenstein. Einen eklektizistischen Stil nutzend, der sich in der äußeren Form am Palazzo Strozzi in Florenz orientierte, verbanden die Architekten ornamentale Elemente der Renaissance und des Klassizismus. Gleichzeitig erfolgte eine Angliederung des 1873 erworbenen, im Inneren umgebauten Gebäudes Wilhelmplatz 2.
Nach Umzug der am südlichen Wilhelmplatz residierenden Teile des Auswärtigen Amtes in den nördlicher gelegenen Bereich der Wilhelmstraße (Nr. 75/76) wurde das Eckgebäude Wilhelmstraße 61/Wilhelmplatz 1 ab 1882 vom Reichsschatzamt genutzt, der 1879 geschaffenen obersten Finanzbehörde des Deutschen Kaiserreichs. Im östlichen Nachbarbau Wilhelmplatz 2 hatte von 1887 bis 1894 das Reichsversicherungsamt seinen Sitz, anschließend wurde aber auch er vom Reichsschatzamt belegt. 1909 wurde das Haus Wilhelmplatz 2 komplett umgestaltet und optisch dem Eckgebäude Nr. 1 angeglichen. Schon 1904 war der gesamte Komplex Wilhelmstraße 61/Wilhelmplatz 1/2 durch Angliederung der Wilhelmstraße 60 südlich erweitert worden.

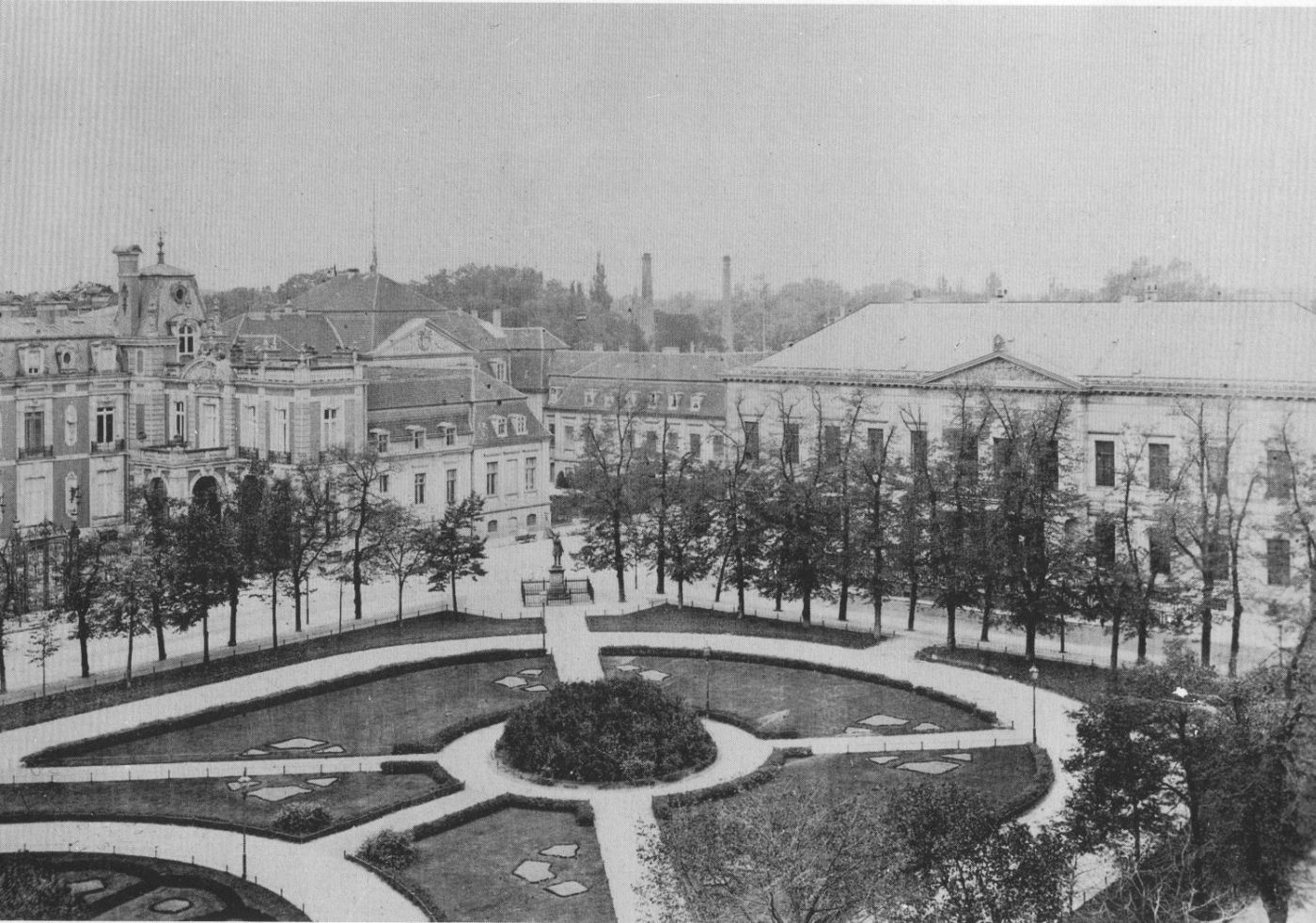
Wilhelmplatz vor 1906, Blickrichtung Nordwest mit Reichskanzlei in der Bildmitte, links das Palais Pleß (1913/1914 abgerissen), rechts das Palais Prinz Leopold (Ordenspalais)

Auf der gegenüberliegenden Straßenseite breitete sich das bereits seit 1848 in der ehemaligen Gold- und Silbermanufaktur residierende Ministerium für Handel, Gewerbe und öffentliche Arbeiten (Wilhelmstraße 79) ebenfalls räumlich aus. Zwei Erweiterungsbauten in der Wilhelmstraße 80 und der (neu geschaffenen) Voßstraße 35 wurden dem Komplex 1869/1870 bzw. 1875/1876 angeschlossen. 1878 wurde der Gebäudetrakt Hauptsitz des ausgegliederten neuen Ministeriums der öffentlichen Arbeiten, dem vor allem das Hochbau- und Eisenbahnwesen in Preußen unterstand. Weitere Gebäude in der Leipziger Straße (Nr. 125) und der Voßstraße (Nr. 34) band man 1892 bis 1894 bzw. bis 1908 an.
Reichskanzler Otto von Bismarck beeinflusste mit seiner Entscheidung für den Dienstsitz der 1878 neu geschaffenen Reichskanzlei jedoch am stärksten die weitere Entwicklung des Areals. Statt ein eigentlich für diesen Zweck 1872–1874 von Neumann in der Wilhelmstraße 74 neu errichtetes Gebäude zu beziehen, wählte Bismarck das ehemalige Palais Radziwill (Wilhelmstraße 77) an der Nordwestecke des Wilhelmplatzes. Bismarck hatte den Ankauf des Gebäudes betrieben, um zu verhindern, dass private Investoren sich Häuser an der Wilhelmsstraße sicherten. Der sich stets erweiternde Raumbedarf der Exekutive sollte fußläufig zu den bereits bestehenden Einrichtungen befriedigt werden. Ein Gesetz legte 1874 fest, dass der orbitant hohe Kaufpreis von zwei Millionen Mark mit französischen Reparationszahlungen für den Krieg von 1870/1871 gedeckt wurde. Gleichsam „eingeweiht“ für seine neue Bestimmung wurde das Gebäude im Juni/Juli 1878 beim Berliner Kongress, der in seinen Mauern stattfand.

### Sonstige Veränderungen
Neben den Folgen des Wachsens des Regierungsviertels veränderten zwischen 1871 und 1914 vor allem drei städtebauliche Entwicklungen das Erscheinungsbild des Wilhelmplatzes radikal.

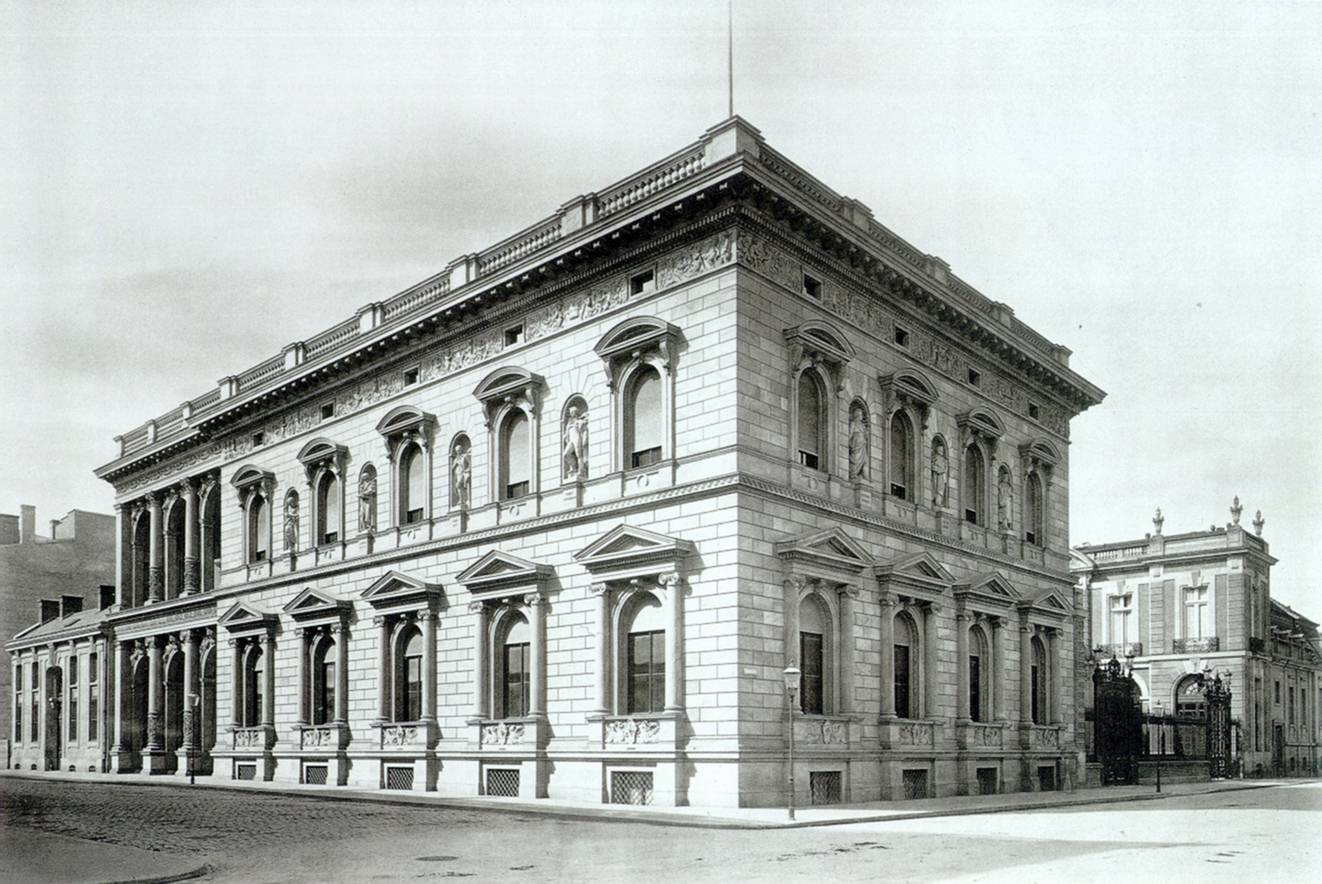
Palais Borsig an der Ecke Voßstraße (links) und Wilhelmstraße, um 1881

Gebäude und Gelände des Palais Voß fielen 1871 ins Eigentum der Deutschen Baugesellschaft. Diese entwickelte aus Spekulationsgründen den Plan, das Palais abzureißen und das gesamte Gelände für eine neue Stichstraße zur Königgrätzer Straße, der heutigen Ebertstraße, zu erschließen. Die beiderseitig der neuen Verkehrsader auszuweisenden kleinen Parzellen sollten gewinnbringend an Investoren verkauft werden, die dort Geschäftshäuser errichten konnten. Die so neu entstandene, nach dem letzten Grundstücksbesitzer benannte und zunächst private Voßstraße stieß auf die Querachse des Wilhelmplatzes und verband sich mit dem jenseitigen Zietenplatz und der Mohrenstraße zu einer West-Ost-Achse, die sich zwischen Königgrätzer Straße und Hausvogteiplatz erstreckte. Diese Achse wurde Anfang des 20. Jahrhunderts tatsächlich durchgängig für den Straßenverkehr erschlossen, musste dabei aber zwangsläufig auch die Schinkelsche Parkanlage durchschneiden und stören.
Auf dem frei gewordenen Gelände an der nördlichen Ecke Voßstraße/Wilhelmstraße entstanden zwei neue Stadtpalais: Auf dem Grundstück Voßstraße 1 ließ der Industrielle August Julius Albert Borsig 1875–1877 von dem Berliner Architekten Richard Lucae das „Palais Borsig“ im Stil der italienischen Hochrenaissance bauen. Das umgebende, winkelförmige Gelände Voßstraße 2 und Wilhelmstraße 78 wurde nach Plänen des Architekten Gabriel-Hippolyte Destailleur und französischen Vorbildern des 18. Jahrhunderts für Hans Heinrich Fürst von Pleß mit dem „Palais Pleß“ bebaut. Die zahlreichen hochragenden Schornsteine brachten diesem bereits 1913 wieder abgerissenen Gebäude angeblich den zeitgenössischen Spitznamen „Schornsteinfeger-Akademie“ ein.

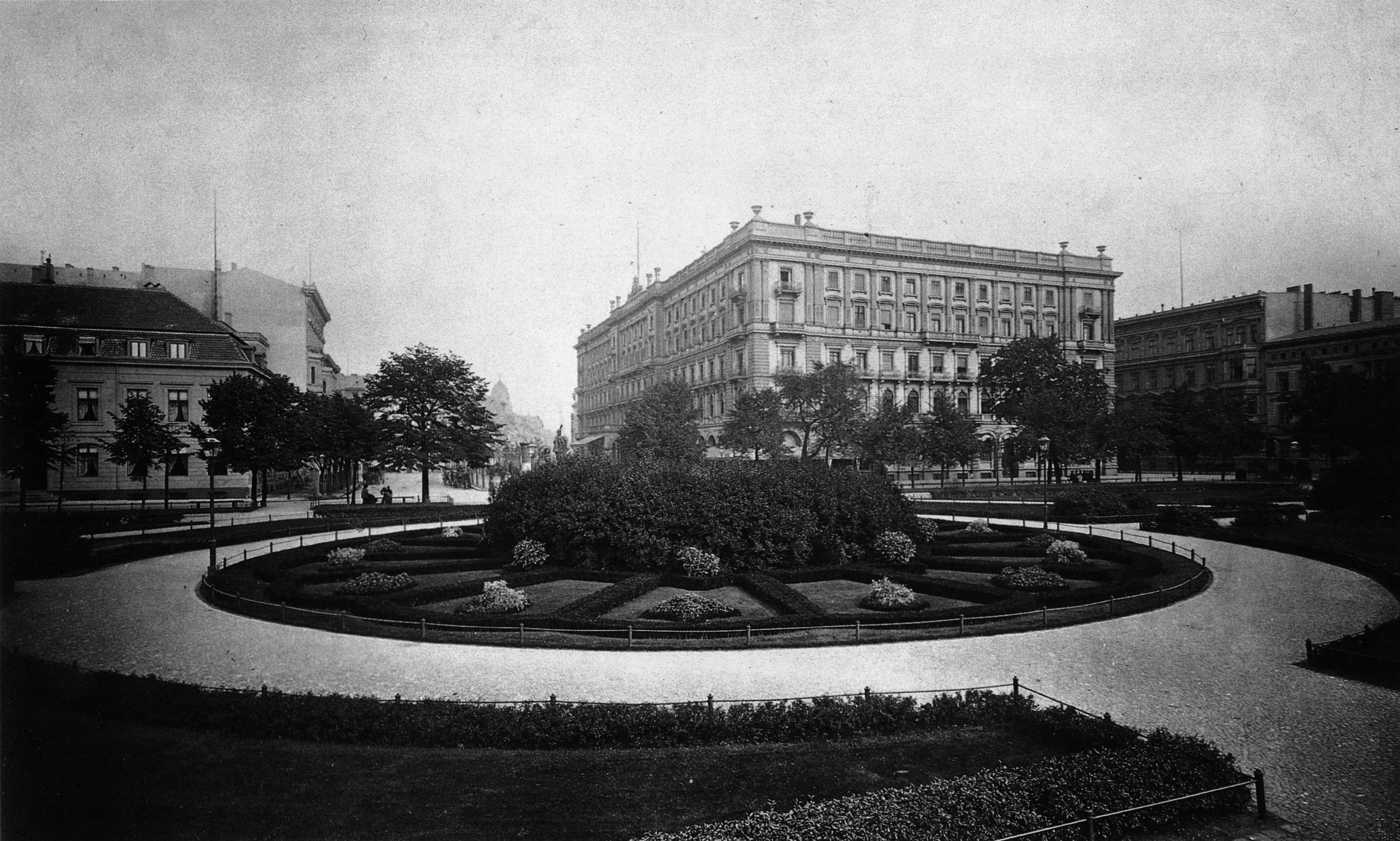
Wilhelmplatz mit Hotel Kaiserhof, 1886

Zum markantesten Neubau am Wilhelmplatz im 19. Jahrhundert wurde jedoch das 1873–1875 nach Plänen der Architekten Hude & Hennicke errichtete Grandhotel Kaiserhof. Um Platz für den riesigen Komplex zu schaffen, hatte die „Berliner Hotelgesellschaft“ seit 1872 elf Grundstücke an Wilhelmplatz (Nr. 3 und 5), Zietenplatz (Nr. 1–3 und 5) bzw. an der Mohrenstraße (Nr. 4) und der Mauerstraße (Nr. 56–59) und damit ein ganzes Häuserquartier erworben und die bestehenden Gebäude abreißen lassen. An der Südostseite des Wilhelmplatzes brach man dabei die bisher geschlossene Randbebauung auf und schuf eine neue Verbindung zwischen Mauer- und Wilhelmstraße unter dem Namen Kaiserhofstraße. Durch die Freistellung von angrenzenden Bauten wurde der „Kaiserhof“ noch stärker aus seiner Umgebung herausgehoben.
Obwohl sein Haupteingang am Zietenplatz lag, hatte das luxuriös ausgestattete Hotel offiziell die Adresse Wilhelmplatz 3–5. Nur wenige Tage nach seiner Eröffnung, zu der auch Kaiser Wilhelm I. erschienen war, brannte das Hotel am 10. Oktober 1875 aus. Rechtzeitig zum Berliner Kongress im Jahr 1878, bei dem zahlreiche Diplomaten in dem Luxushotel unterkommen sollten, öffnete es jedoch wieder seine Pforten. Bis zur Eröffnung des „Hotel Adlon“ am Pariser Platz im Jahr 1907 setzte der „Kaiserhof“ in Berlin den Standard modern-anspruchsvollen Herbergswesens. Östlich vom „Kaiserhof“ stand die Dreifaltigkeitskirche.

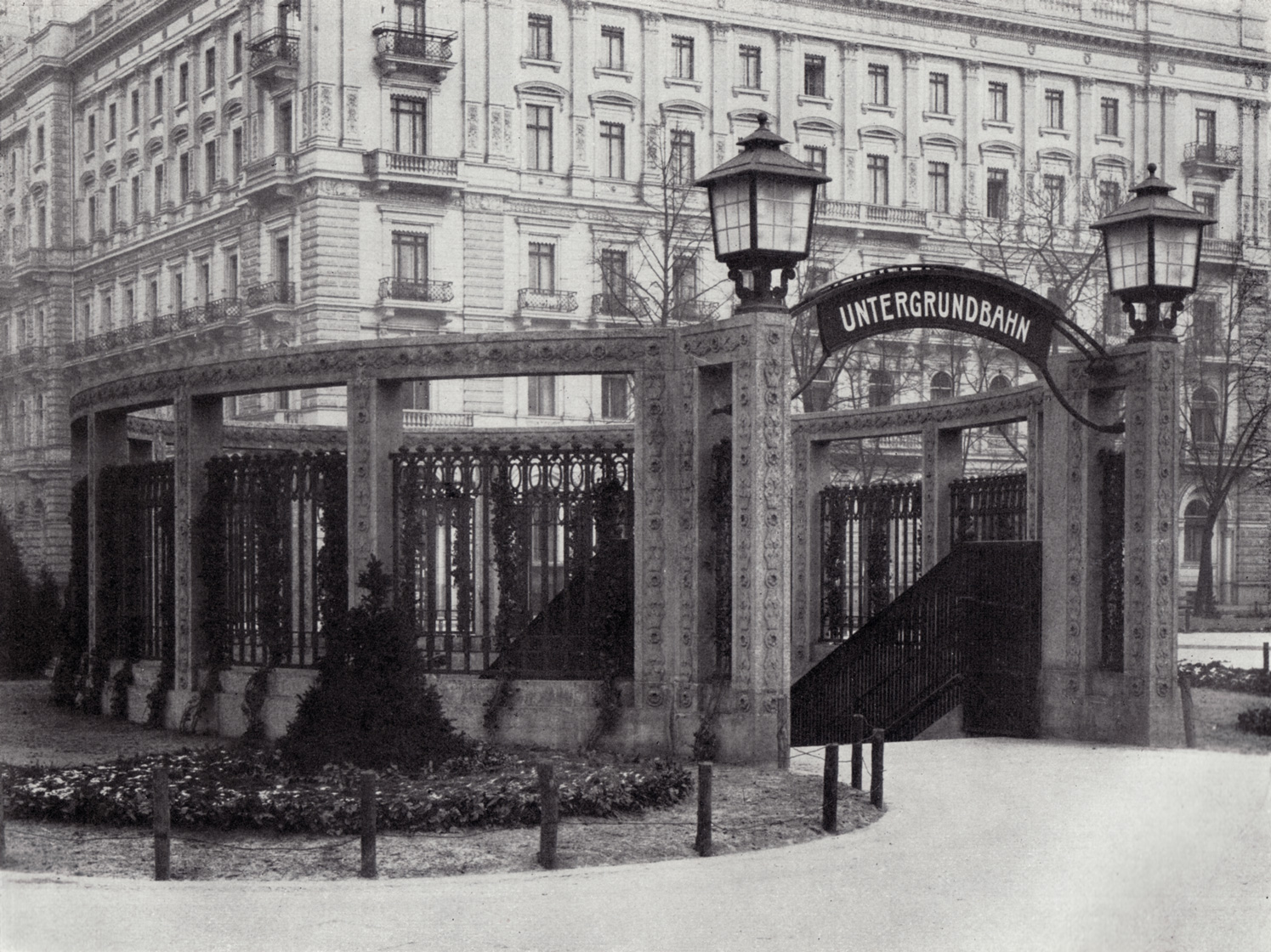
Pergola-Eingang des U-Bahnhofs Kaiserhof auf der Mitte des Wilhelmplatzes, um 1908

Die dritte große Änderung am Wilhelmplatz vor dem Ersten Weltkrieg brachte ab 1905 die Ausdehnung des U-Bahn-Netzes zur Erschließung der historischen Stadtmitte, zunächst bis zum Spittelmarkt. Im Zuge dieses Ausbaus einer West-Ost-Linie entstand unter Wilhelmplatz und Zietenplatz der 1908 eröffnete U-Bahnhof „Kaiserhof“ (heute „Mohrenstraße“). Auf die eigentlich geplante Bezeichnung „Wilhelmplatz“ musste man verzichten, weil es in Charlottenburg bereits eine gleichnamige Station gab (heutiger U-Bahnhof Richard-Wagner-Platz). Eine Doppelstraße, die Zietenplatz und Wilhelmstraße verband, flankierte fortan eine ovale Insel auf der Mitte des Wilhelmplatzes, auf welcher sich der westliche U-Bahn-Eingang befand. Dieser Eingriff zerschnitt das Platzarrangement Schinkels, beließ aber die sechs Bronzestatuen der Militärs an ihren angestammten Plätzen. Allerdings prägten nun nicht mehr sie, sondern der von Alfred Grenander gestaltete Zugang zur U-Bahn und vor allem dessen markante Pergola-Einfassung die Wahrnehmung des Wilhelmplatzes.

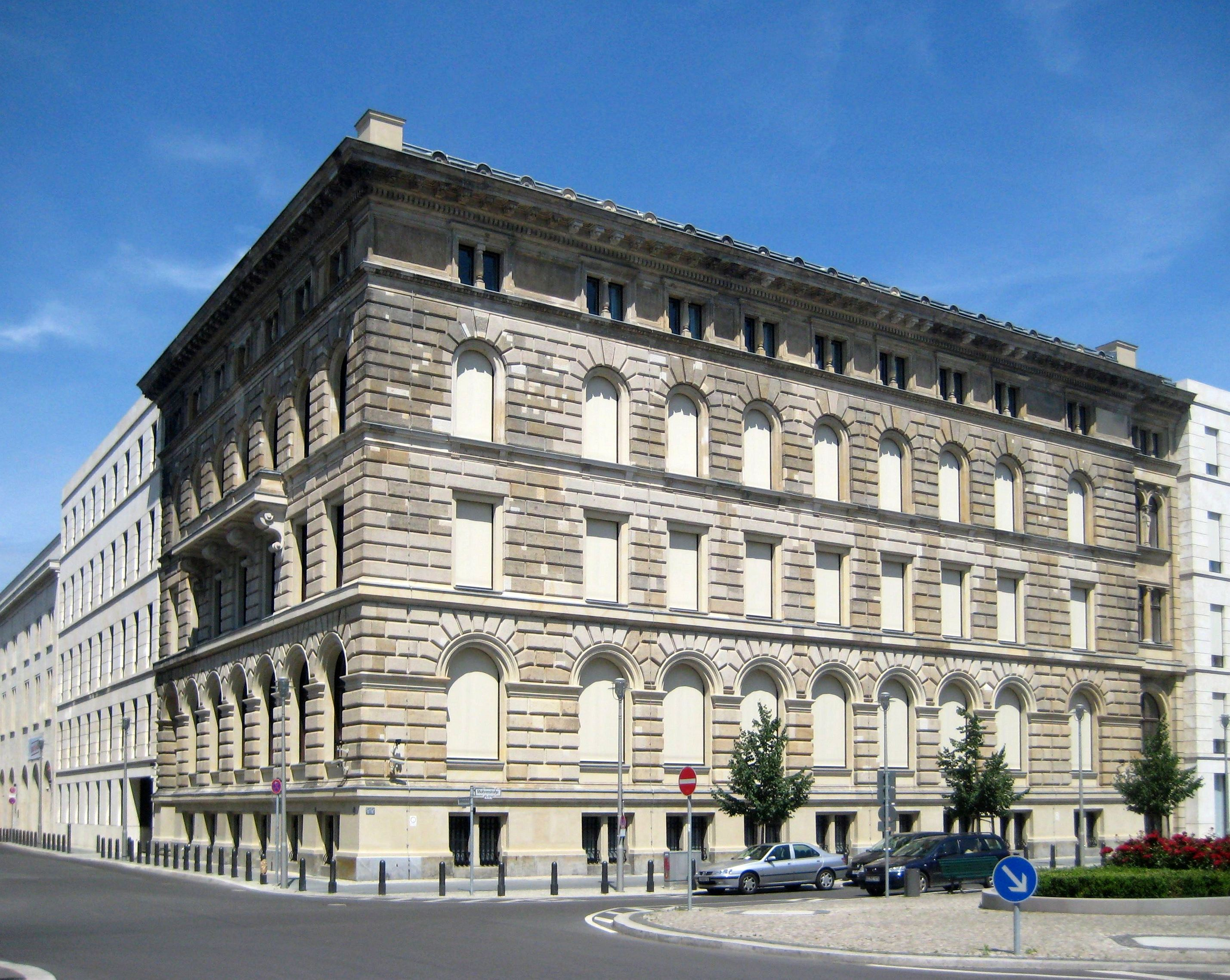
Kur- und Neumärkische Haupt- und Ritterschafts-Direktion, Ecke vom ehemaligen Wilhelmplatz (links) und Zietenplatz

Der wachsende architektonische Einfluss der Neorenaissance am Wilhelmplatz zeigte sich ab 1894 auch am vom Königlichen Landbauinspektor Hermann Ditmar entworfenen Gebäude an der südlichen Ecke Zietenplatz /Wilhelmplatz 6 (heute Mohrenstraße 66). Das betreffende Grundstück war schon in den 1730er Jahren baulich erschlossen worden, hatte mehrmals den Besitzer gewechselt und wurde ab 1840 von der „Kur- und Neumärkischen Haupt-Ritterschafts-Direktion“, einer Darlehenskasse zur Stützung heruntergewirtschafteter Adelsgüter, genutzt. Für diese entstand von 1892 bis 1894 der Neubau gegenüber dem „Kaiserhof“. Die Anlehnung an das Vorbild Florentiner Stadtpaläste für ein neu errichtetes Bankhaus verstand sich so auch als Anerkennung der Ursprünge der modernen Geldwirtschaft im spätmittelalterlichen Norditalien.
Schon bald nach dem Tod von Prinz Carl von Preußen im Jahr 1883 begannen Ausbauarbeiten am inzwischen betagten ehemaligen Ordenspalais. Im rechten Winkel zum Stülerschen Anbau aus den 1820er Jahren entstand nach Plänen des Architekten Reinhold Persius bis 1885 ein neues Hofmarschallsgebäude. Außerdem wurde der zur Wilhelmstraße gelegene Flügel des Palais erweitert und durch Balkone ergänzt. Da Carls Sohn Friedrich Karl knapp zwei Jahre nach seinem Vater starb, trat 1885 dessen Sohn Prinz Friedrich Leopold das Erbe am Wilhelmplatz an. Nach ihm wurde das Gebäude fortan „Palais Prinz Leopold“ genannt.
Ritterschaftsdirektion und Hofmarschallgebäude sind die einzigen Teile der historischen Randbebauung des Wilhelmplatzes, die noch existieren. Beide Bauwerke gehören heute zum Komplex des Bundesministeriums für Arbeit und Soziales und stehen unter Denkmalschutz.

## Veränderungen in der Weimarer Republik
Während der Novemberrevolution 1918 entwickelte sich die Reichskanzlei zu einem Hauptschauplatz der dramatischen Ereignisse in Berlin. Hier verhandelte der letzte kaiserliche Reichskanzler Prinz Max von Baden am 9. November mit Friedrich Ebert die Übergabe der Amtsgeschäfte und Letzterer schloss an gleichem Ort am Abend des 10. November bei telefonischen Verhandlungen mit dem Ersten Generalquartiermeister des Heeres den Ebert-Groener-Pakt. In den folgenden, teils chaotischen zwei Monaten zogen durch die Wilhelmstraße Demonstrationszüge der unterschiedlichen Gruppen, die Anspruch auf die politische Macht erhoben und diesen zum Teil mit Gewalt durchsetzen wollten.
Die Konsolidierung der Weimarer Republik im Jahr 1919 ebnete den Weg für eine Revision der administrativen Ordnung im Deutschen Reich. Dabei wurde nicht nur die Verantwortung zwischen dem Reich und Preußen neu arrangiert, sondern der Zentralregierung wuchsen auch neue Kompetenzen zu. Der Übergang von einem monarchischen zu einem republikanischen Staatswesen veränderte auch die Umgebung des Wilhelmplatzes.
Im Kontrast zu diesen strukturellen Veränderungen hatte der Bauboom am Wilhelmplatz schon seit Beginn des Ersten Weltkriegs nachgelassen. Die Grundstücke befanden sich nun fast alle in staatlichem Besitz oder waren in den Jahrzehnten zuvor mit stattlichen neuen Bauten besetzt worden. Zwar entstanden ab 1919 auch neue Behörden und Ministerien, diese okkupierten aber die nach außen oft unveränderten Gebäude der Kaiserzeit oder mussten wegen zunehmender Raumnot in umliegenden Straßenzügen untergebracht werden.

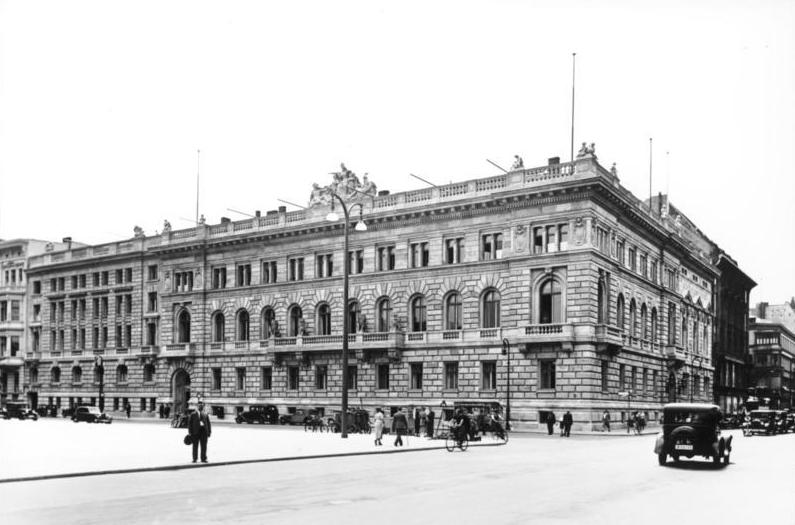
Reichsfinanzministerium an der Südseite des Wilhelmplatzes in der NS-Zeit

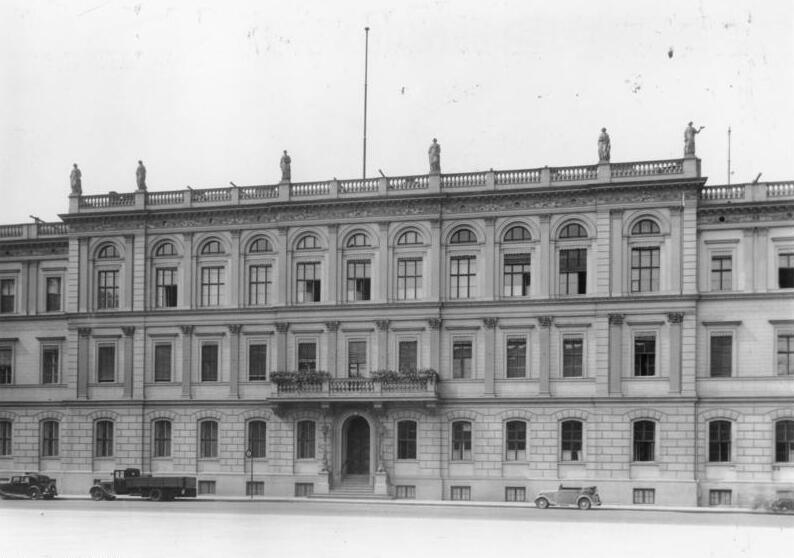
Reichsverkehrsministerium an der Südwestecke des Wilhelmplatzes 1937

Nach der Umwandlung der bisherigen Reichsämter in Ministerien residierten neben dem Reichskanzler am Wilhelmplatz zwei Reichsministerien: Im Häusertrakt an der Südseite des Platzes, Wilhelmstraße 61/Wilhelmplatz 1, saß zunächst das Reichsschatzministerium, das 1923 in das Reichsfinanzministerium eingegliedert wurde, dessen Hauptsitz dann am Wilhelmplatz lag. Die gegenüberliegende Straßenseite, Wilhelmstraße 79/80, besetzte nach der Auflösung des preußischen Ministeriums der öffentlichen Arbeiten 1921 das neu geschaffene Reichsverkehrsministerium. Aus diesem wurde 1924 aufgrund von Auflagen, die sich aus den deutschen Reparationsverpflichtungen ergaben (Dawes-Plan), die privatisierte Reichsbahngesellschaft ausgegliedert. Sie übernahm das Eckgebäude der ehemaligen Gold- und Silbermanufaktur und die in der Kaiserzeit angegliederten Häuser in der Voßstraße. Zusätzlich wurde dort ein in den 1880er Jahren entstandenes Wohnhaus angeschlossen (Nr. 33), das als einziges Vorkriegsgebäude der Voßstraße heute noch existiert.
Der preußische Fiskus und das Haus Hohenzollern stritten nach dem Ersten Weltkrieg um das Eigentum am Palais Prinz Leopold, dessen Namensgeber lebenslanges Wohnrecht in dem Gebäude hatte. Im Jahr 1919 wurde es kurzzeitig als Amtssitz für den neu gewählten Reichspräsidenten in Erwägung gezogen. Wegen des hohen Kaufpreises, des schlechten baulichen Zustandes und Sicherheitsbedenken entschied Ebert sich aber gegen das weitgehend leerstehende Gebäude. Stattdessen wurde die Wilhelmstraße 73 zum Reichspräsidentenpalais umgewandelt. Aber auch das Palais am Wilhelmplatz wurde schließlich vom Staat Preußen angemietet – als Sitz für die neue, zum Auswärtigen Amt gehörende Vereinigte Presseabteilung der Reichsregierung. Diese hielt fortan mit täglichen Pressekonferenzen im Gartensaal des Anwesens Kontakt zu den Medien der Reichshauptstadt.
Die zunehmende Raumnot an der Wilhelmstraße beflügelte 1926 Pläne, das inzwischen in die Jahre gekommene, defizitär arbeitende Hotel „Kaiserhof“ zu erwerben und zum neuen Sitz des Reichsfinanzministeriums umzuwandeln. Aus dem Ankauf wurde jedoch nichts. Die einzige Möglichkeit für eine Ausweitung der Büroflächen am Wilhelmplatz bot so eine Baulücke in der Wilhelmstraße 78, die seit dem Abriss des Palais Pleß im Jahr 1913 bestand. Die Reichskanzlei hatte sich das Eigentum des Nachbarareals gesichert, ein anvisierter Anbau war wegen des Weltkrieges jedoch aufgeschoben worden. Angesichts der finanziellen Engpässe, welche die junge Demokratie belasteten, lag das wertvolle Baugrundstück auch nach 1918 noch jahrelang brach und beherbergte nur einige Barackenbauten zur Unterbringung der Wache der Reichskanzlei.

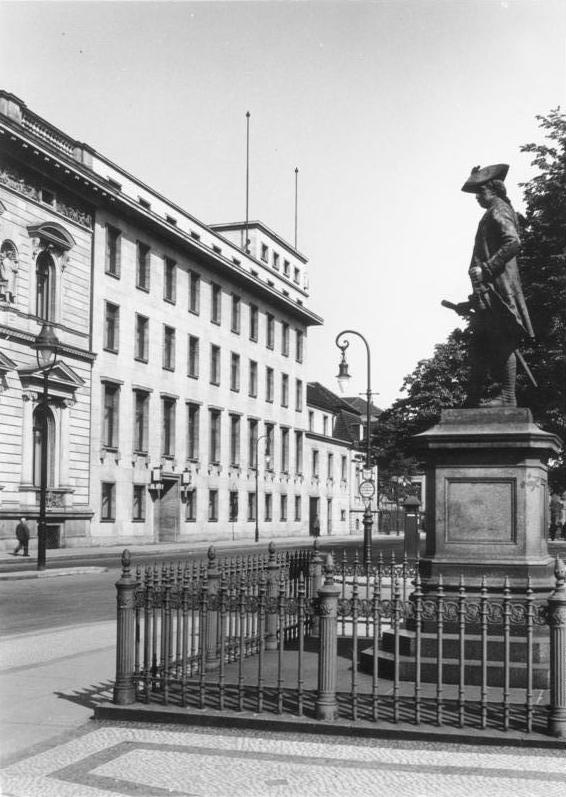
Erweiterungsbau der Reichskanzlei (Eduard Jobst Siedler, Robert Kisch, 1930)

Die wachsenden Aufgaben der Reichskanzlei hatten im Palais Radziwill seit 1919 zu einer Ausweitung der Dienstflächen geführt – zu Lasten der für persönliche und repräsentative Zwecke benutzten Räumlichkeiten. Daher reiften 1927 Pläne, alle dienstlichen Funktionen in einen Anbau (auch Bauteil II genannt) auf dem Grundstück Wilhelmstraße 78 auszulagern. In einem vielbeachteten Wettbewerb siegte ein Entwurf der Architekten Eduard Jobst Siedler und Robert Kisch. Sie überzeugten die Juroren mit dem Versuch, die stilverschiedenen Nachbargebäude – das barocke Palais der Reichskanzlei und den Neorenaissance-Bau Palais Borsig – durch ein nüchtern-sachliches Zwischenglied zu verbinden und so „den Wilhelmplatz städtebaulich zu schließen“, wie es in der Wertung des Preiskomitees hieß. Ein auffälliges Turmglied in der rechten Gebäudehälfte betonte aber auch den modernen architektonischen Anspruch. Nach einer teils lebhaft geführten öffentlichen Kontroverse um den vermeintlichen ästhetischen Traditionsbruch wurde der Bau 1928–1930 in leicht abgewandelter Form errichtet.
Ein weiteres Bauprojekt am Wilhelmplatz blieb der Öffentlichkeit naturgemäß weitgehend verborgen. Hintergrund war die Planung einer unterirdischen Nord-Süd-Verbindung der Berliner S-Bahn zwischen dem „Potsdamer Bahnhof“ (heute „Potsdamer Platz“) und dem „Stettiner Bahnhof“ über den Bahnhof „Friedrichstraße“. Statt der später ausgeführten Ost-West-Schleife unter dem Pariser Platz und dem S-Bahnhof „Unter den Linden“ (seit 2009: „Brandenburger Tor“) sah man ursprünglich eine weiter südliche Variante mit Untertunnelung des Gartens der Reichskanzlei vor. Dabei sollte ein eigener S-Bahnhof „Wilhelmplatz“ mit Verbindung zum existierenden U-Bahnhof „Kaiserhof“ entstehen, der teilweise unter dem Grundstück Wilhelmstraße 78 liegen musste. Um keine späteren Baukonflikte mit dem Erweiterungsbau der Reichskanzlei zu verursachen, wurde daher an dieser Stelle zunächst ab 1927 der Bahnhofstunnel im Rohbau angelegt, später aber nie benutzt. Seine Entdeckung durch sowjetische Soldaten im Frühjahr 1945 könnte zur Entstehung von Gerüchten und Spekulationen über mysteriöse NS-Tunnelbauten und deren Funktion im Bereich der Wilhelm- und Voßstraße beigetragen haben.

## Nationalsozialismus und Zweiter Weltkrieg

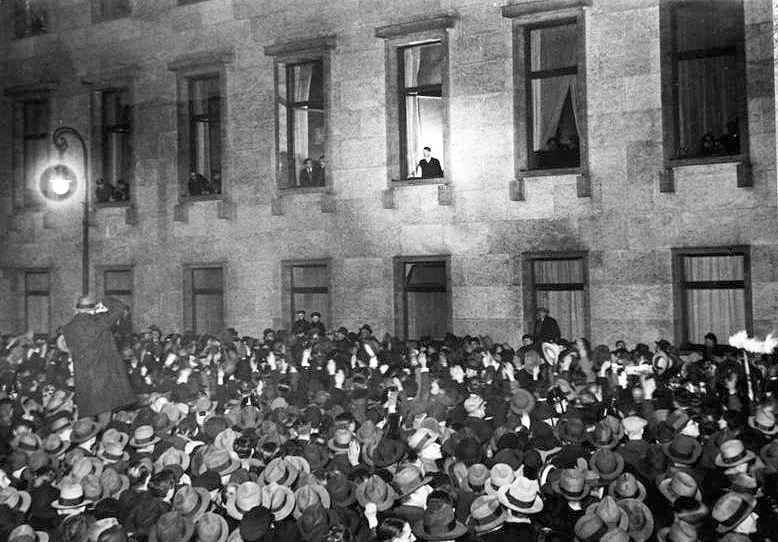
Nach seiner Ernennung zum Reichskanzler zeigt Adolf Hitler sich der Menschenmenge auf dem Wilhelmplatz am Fenster der Reichskanzlei (30. Januar 1933).

Die Nationalsozialisten hatten frühzeitig die Nähe des Wilhelmplatzes gesucht und damit ihren Anspruch unterstrichen, die Macht in Deutschland zu übernehmen. Bei seinen Besuchen in der Reichshauptstadt stieg Adolf Hitler ab 1930 regelmäßig im Kaiserhof ab, der aufgrund der rechtsnationalen Haltung seiner Betreiber ein Anlaufpunkt völkischer Gruppierungen war. Seit 29. August 1932 residierte die NSDAP-Führung durchgehend in dem Hotel; ein Stockwerk diente als provisorische Parteizentrale. Bezeichnenderweise betitelte Joseph Goebbels seine 1934 in Buchform veröffentlichten Tagebuchnotizen aus dieser Zeit Vom Kaiserhof zur Reichskanzlei.
Am Abend des 30. Januar 1933 zogen Fackeln tragende Formationen von SA, SS und Stahlhelm vom Brandenburger Tor über Pariser Platz und Wilhelmstraße bis zum Wilhelmplatz, um die Ernennung Hitlers zum Reichskanzler zu feiern. Hitler zeigte sich der jubelnden Menge an einem Fenster des Siedler-Anbaus der Reichskanzlei, seinem neuen Amtssitz. Ähnliche Aufmärsche fanden an gleicher Stelle in den folgenden Jahren immer wieder statt, so stets zu Hitlers Geburtstag am 20. April. Durch die bald übliche Drapierung von Gebäuden mit großformatigen Hakenkreuz-Fahnen änderte sich auch der äußere Charakter des Wilhelmplatzes. Diese „Politisierung“ war ein neues Phänomen in der Geschichte des Regierungsviertels.
Spätestens Hitlers Übernahme des Reichspräsidentenamtes nach Hindenburgs Tod im Jahr 1934 offenbarte die Zentralisierung im nationalsozialistischen Staat. Dies ließ auch die Bedeutung der Wilhelmstraße steigen. Der Apparat der alten und neuen Ministerien und Behörden, aber auch der mächtigen Parteidienststellen, richtete sich noch stärker auf die Reichskanzlei am Wilhelmplatz aus, wo Hitler häufig Streitfälle zwischen den verschiedenen Institutionen entschied.

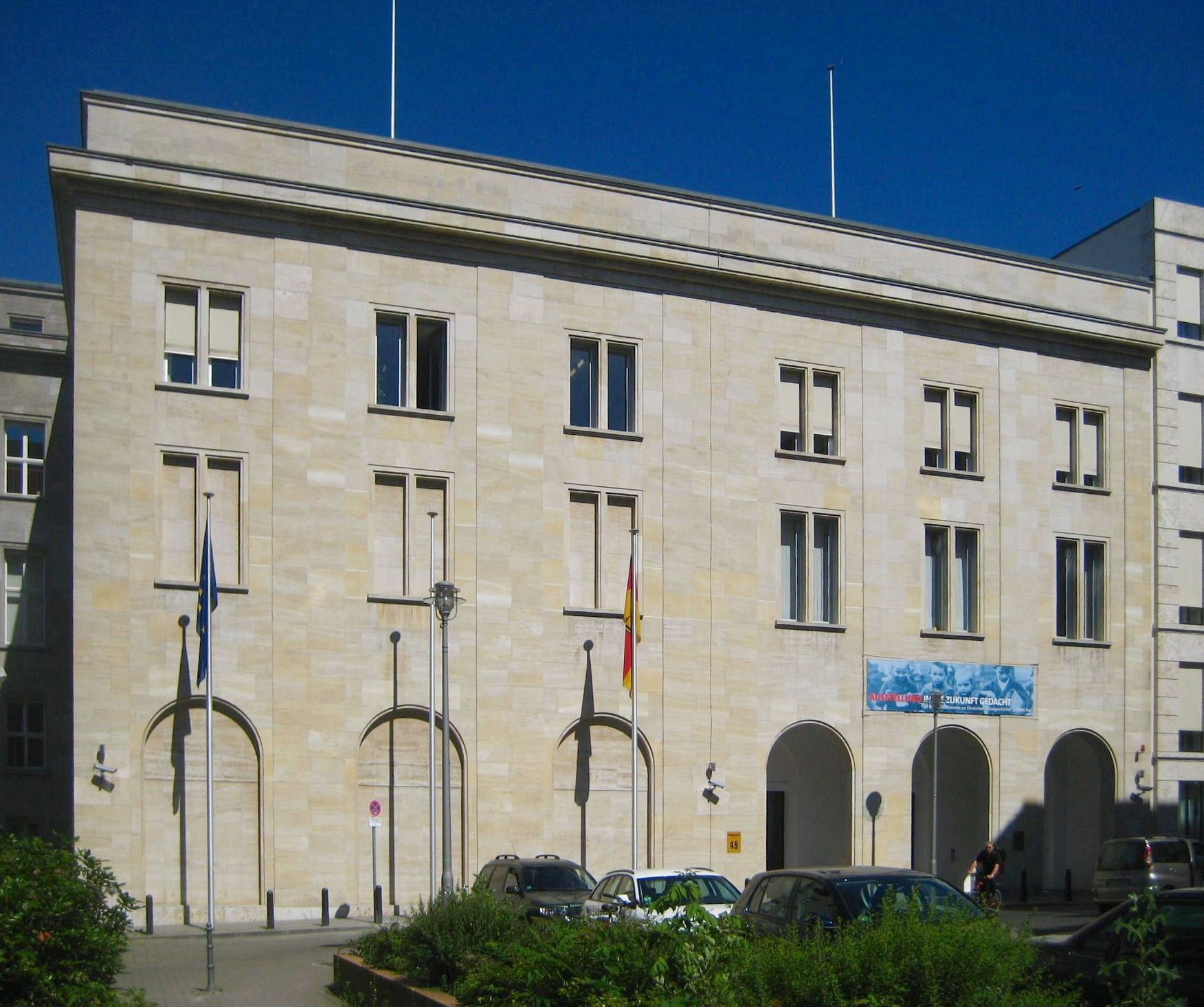
Fassade des Hofmarschallhauses (Reinhold Persius, 1885; Umgestaltung: Karl Reichle, bis 1940); in der NS-Zeit: Teil des Reichsministeriums für Volksaufklärung und Propaganda, heute: Haupteingang des Bundesministeriums für Arbeit und Soziales; die zugemauerten Torbögen verbanden das Gebäude früher mit dem Palais Prinz Leopold

Im März 1933 bezog das neu gegründete Reichsministerium für Volksaufklärung und Propaganda unter Goebbels das alte Palais Prinz Leopold an der Nordseite des Platzes, das zuvor von der Presseabteilung der Reichsregierung genutzt worden war. Bei Umbaumaßnahmen wurde die noch von Schinkel stammende Inneneinrichtung teilweise zerstört. Bis 1940 entstand nach Plänen Karl Reichles ein umfangreicher Erweiterungsbau im Stil nationalsozialistischer Architektur. Dieser erstreckte sich bis zur Mauerstraße, wo auch der neue Haupteingang des Ministeriums lag.
In den Gebäudetrakt integrierte Reichle das 1885 erbaute Hofmarschallhaus an der Nordostecke des Wilhelmplatzes, veränderte aber dessen Front durch Anlage einer Loggia und gliederte die Fassade durch drei Rundbogenachsen. Der Palaisbau wurde ab 1938 an der Wilhelmstraße verlängert, wobei der schinkelsche Stil beibehalten wurde, die in den 1880er Jahren ergänzten Balkone aber wegfielen. Der im Unterschied zum Palais Prinz Leopold erhalten gebliebene Reichle-Bau steht heute unter Denkmalschutz und fungiert nach Umbau in den Jahren 1997 bis 2001 als Sitz des Bundesministeriums für Arbeit und Soziales. Dessen Haupteingang (heute: Wilhelmstraße 49) befindet sich im von Reichle umgestalteten Hofmarschallhaus.
Im Jahr 1933 wurde das Palais Borsig vom Staat angemietet und Vizekanzler Franz von Papen als Dienstsitz zur Verfügung gestellt. Anfang 1934 vom Reich gekauft, nutzten das Gebäude nach der baldigen Abschaffung von Papens Amt Beamte der Präsidialkanzlei sowie die nach dem „Röhm-Putsch“ von München nach Berlin umgezogene Führung der SA. Auch der Generalinspekteur für das deutsche Straßenwesen Fritz Todt hatte hier zeitweise seinen Amtssitz.

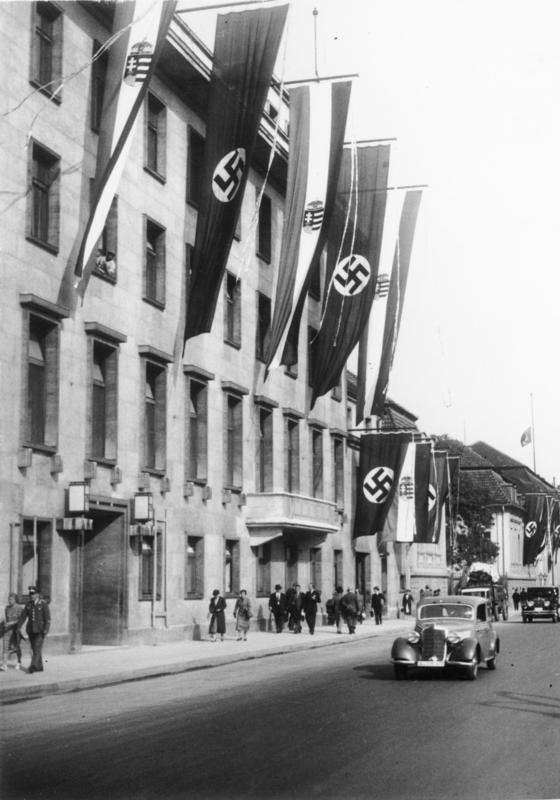
Anbau der Reichskanzlei aus den 1920er Jahren mit 1935 von Albert Speer angefügtem Führerbalkon, 1938

Für die Zwecke der Nationalsozialisten erwies sich die alte Gliederung des Wilhelmplatzes als hinderlich. Aus Anlass der Olympischen Spiele 1936 wurde auf Betreiben von Goebbels die Platzanlage umgestaltet. Ziel war es, Raum für Aufmärsche zu schaffen und Massenveranstaltungen auf den Führerbalkon auszurichten, den Albert Speer 1935 im ersten Stock des Erweiterungsbaus der Reichskanzlei angefügt hatte. Diese Baumaßnahme erfolgte im Kontext eines allgemeinen Umbaus der Reichskanzlei, die der Architekt Paul Ludwig Troost nach Hitlers Wünschen ausgeführt hatte. Dabei war unter anderem auch das Palais Borsig an die Reichskanzlei angegliedert und im Inneren umgestaltet worden.

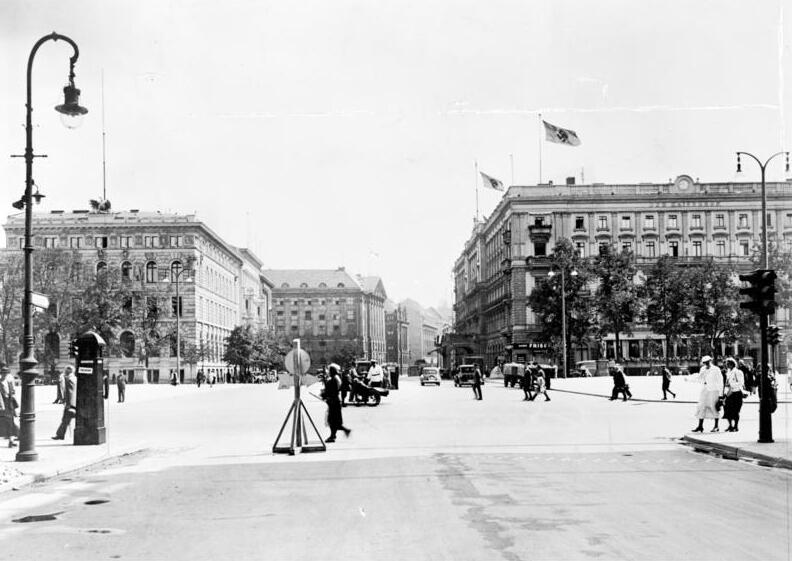
Blick von der Voßstraße über den mit Granitplatten belegten Wilhelmplatz (1937); die Mohrenstraße zeigt sich für den Durchgangsverkehr begradigt, der U-Bahn-Eingang in der Straßenmitte verkleinert

Bei der Veränderung des Wilhelmplatzes entfernte man die Rasenflächen und einen Großteil der Linden. Die Bronzestatuen preußischer Militärs wurden alle an der Ostseite des Platzes aufgestellt, wo eine Lindenreihe erhalten blieb; die die Statuen seit der Schinkel-Zeit umgebenden Gitter fielen der Umgestaltung zum Opfer. Der Platz erhielt eine Befestigung mit Steinplatten und großflächigen Mosaikmustern, an denen Menschenblöcke leicht ausgerichtet werden konnten, und eine Begrenzung durch hohe, zweiarmige Beleuchtungskörper. Der U-Bahn-Eingang wurde stark verkleinert, die Pergola-Einfassung beseitigt und der umführende Straßenzug angepasst. Neben dem Tempelhofer Feld und dem Lustgarten verknüpft sich das Bild von NS-Massenveranstaltungen in Berlin vor allem mit diesem umgewandelten Wilhelmplatz: „Der zentrale Platz des Regierungsviertels, an dem neben der Reichskanzlei auch das Propagandaministerium lag, war damit zu einer Huldigungsstelle für Adolf Hitler geworden.“
Als monumentalster Neubau in der Umgebung des Wilhelmplatzes wurde entlang der Voßstraße die von Speer konzipierte Neue Reichskanzlei errichtet, auch als Bauteil III der Reichskanzlei bezeichnet. Ihre Ausmaße und aufwendige Einrichtung sollten insbesondere ausländische Besucher beeindrucken und den Anspruch des Deutschen Reiches auf die Vormachtstellung in Europa unterstreichen. Die Vorbereitungen für den Bau hatten bereits 1934 mit Ankäufen von Grundstücken an der Voßstraße begonnen, die gleichzeitig zu einer Durchgangsstraße verbreitert werden sollte. Hitler erklärte den Neubau für politisch notwendig und machte dabei keinen Hehl aus seiner Verachtung für die beiden älteren Teile der Reichskanzlei: Das Palais Radziwill sei in der Kaiserzeit mit einer „überladenen Vornehmheit“ verbaut worden, in der Weimarer Republik aber „vermorscht“ und „verkommen“. (Tatsächlich war das Gebäude noch 1932 grundlegend saniert worden und befand sich in einem ausgezeichneten Zustand.) Der Bauteil II habe äußerlich „den Eindruck eines Warenspeichers oder städtischen Feuerwehrgebäudes“ gemacht, innerlich einem „Sanatorium für Lungenkranke“ geglichen. Die NS-Propaganda behauptete anlässlich der Einweihung der Neuen Reichskanzlei im Januar 1939, die Bauzeit habe nur neun Monate betragen. Das war eine doppelte Irreführung, denn zum einen hatten die Bauarbeiten bereits 1937 begonnen, zum anderen war das Gebäude bei der Einweihung nur teilweise fertiggestellt und weitgehend dysfunktional. Weitere Bauarbeiten zogen sich entsprechend bis 1943 hin, wurden aber nicht abgeschlossen.

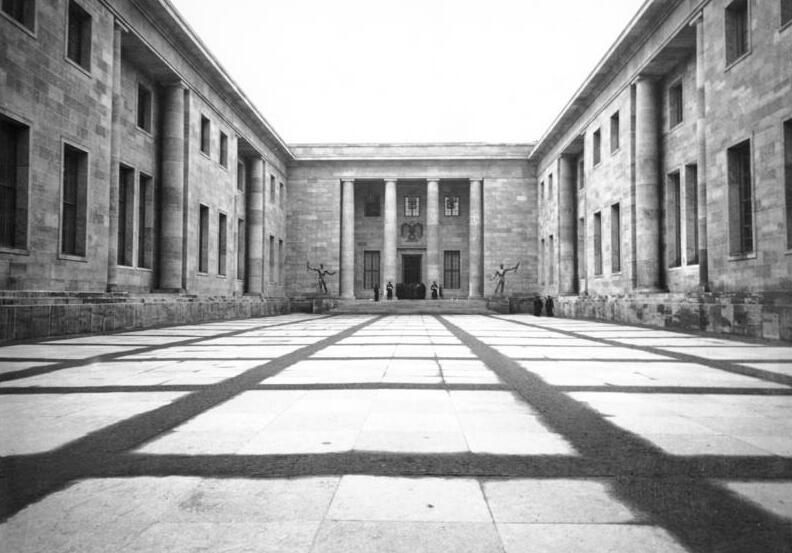
Ehrenhof der neuen Reichskanzlei mit Breker-Figuren

Obwohl ein kleinerer Eingang an der Voßstraße lag, war die Neue Reichskanzlei auf den Wilhelmplatz ausgerichtet. Von dort war eine Zufahrt (Großes Doppelportal) in einen hinter Siedler-Bau und Palais Borsig gelegenen, 68 m langen Ehrenhof möglich, an dessen Ende sich das Hauptportal befand. Der Hof war mit zwei Statuen von Arno Breker (Die Partei und Die Wehrmacht) und einer von Speer konzipierten Lichtanlage versehen. Für die Durchfahrt war der linke Teil des Siedler-Baus durchbrochen worden.
Unsichtbar für die Öffentlichkeit kam es ab Mitte der 1930er Jahre am Wilhelmplatz zum Ausbau eines umfangreichen Bunkersystems. Ein Teil der für Hitler bestimmten Bunkeranlage (Vorbunker) wurde schon im Zuge des Umbaus der alten Reichskanzlei geplant und 1935/1936 unter dem neuen Saalgebäude an dessen Nordflügel angelegt. Zwischen 1943 und Herbst 1944 erfolgte unter Federführung von Reichsbaurat Carl Piepenburg der westliche Anbau eines deutlich tiefer gelegenen und mit stärkeren Außenmauern versehenen zweiten Bunkerbaus, in dem Hitlers persönliche Räume lagen. Einzelne Teile dieses Führerbunkers wurden jedoch nicht fertig gestellt. Der größte Bunkerkomplex lag unter der Neuen Reichskanzlei und zog sich mit 91 Einzelbunkern unter dem ganzen Gebäudetrakt entlang. Ein Teil dieser Bunker an der Voßstraße wurde ab 1940 der Öffentlichkeit zugänglich gemacht. Weitere Bunkeranlagen in der Umgebung des Wilhelmplatzes befanden sich südlich des U-Bahnhofs Kaiserhof (für die SA-Führung) und unter dem Reichsverkehrsministerium.

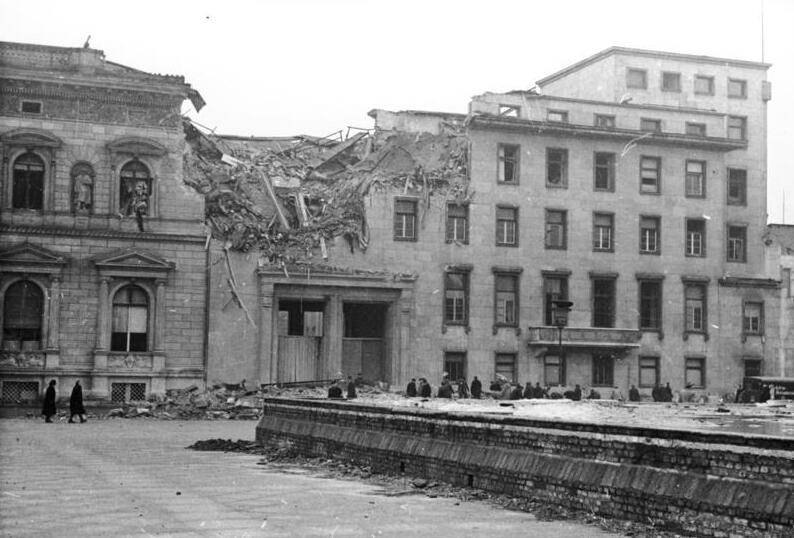
Erweiterungsbau der Reichskanzlei mit Bombenschäden und versperrter Zufahrt zum Ehrenhof (März 1945)

Bei den über 300 Luftangriffen auf Berlin während des Zweiten Weltkriegs wurden zahlreiche Gebäude im Regierungsviertel beschädigt oder zerstört. Zu großen Schäden kam es vor allem bei den schweren Angriffen im Februar/März 1945. Zerstört wurden die meisten Gebäude am Wilhelmplatz jedoch erst während der Schlacht um Berlin in den letzten Wochen des Krieges. Ab 21. April 1945 konzentrierte sich der Beschuss durch sowjetische Artillerie auf die Umgebung der Reichskanzlei. Während bei neueren Gebäuden (wie der Neuen Reichskanzlei) zumindest die Außenmauern zum Teil stehen blieben, erwiesen sich einige der älteren Palaisbauten aus dem 18. Jahrhundert als weniger widerstandsfähig. Sie wurden fast vollständig vernichtet. Das galt für den Altbau der Reichskanzlei und für das Palais Prinz Leopold. Das Hotel Kaiserhof wurde bei einem Luftangriff weitgehend zerstört. Auch am Reichsverkehrsministerium und am Reichsfinanzministerium entstanden in den letzten Kriegstagen beträchtliche Schäden.

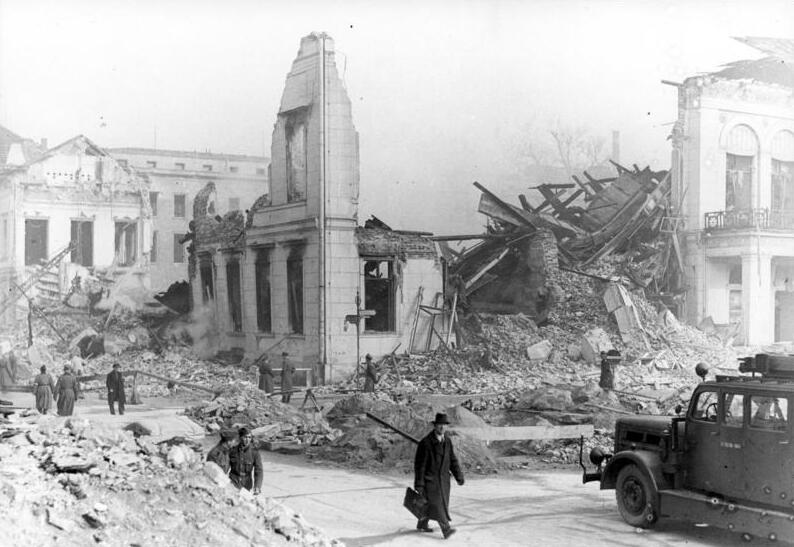
Kriegszerstörter Altbau des Reichspropagandaministeriums (März 1945)

Der Wilhelmplatz verwandelte sich in den letzten Kriegsmonaten in eine Trümmerwüste, durchsetzt mit Barrikaden und Baracken der Verteidiger des Regierungsviertels. Hitlers Sekretärin Traudl Junge schildert in ihren Memoiren ihre Eindrücke am 22. April 1945: „Trostlos sieht der Wilhelmplatz aus. Wie ein Kartenhaus ist der Kaiserhof zusammengefallen, seine Trümmer reichen fast bis zur Reichskanzlei. Vom Propagandaministerium steht symbolhaft nur noch die weiße Fassade auf dem kahlen Platz.“
Von der ehemaligen Randbebauung des Wilhelmplatzes blieben nach den Abräumarbeiten und Abrissen der Nachkriegszeit nur das Hofmarschallgebäude und die Ritterschaftsdirektion erhalten. Die Bronzestatuen der preußischen Militärs überstanden die allgemeine Zerstörung: Sie waren bereits nach einem Luftangriff im Januar 1944 abgebaut und in einem Depot eingelagert worden.

## Historische Randbebauung bis 1945

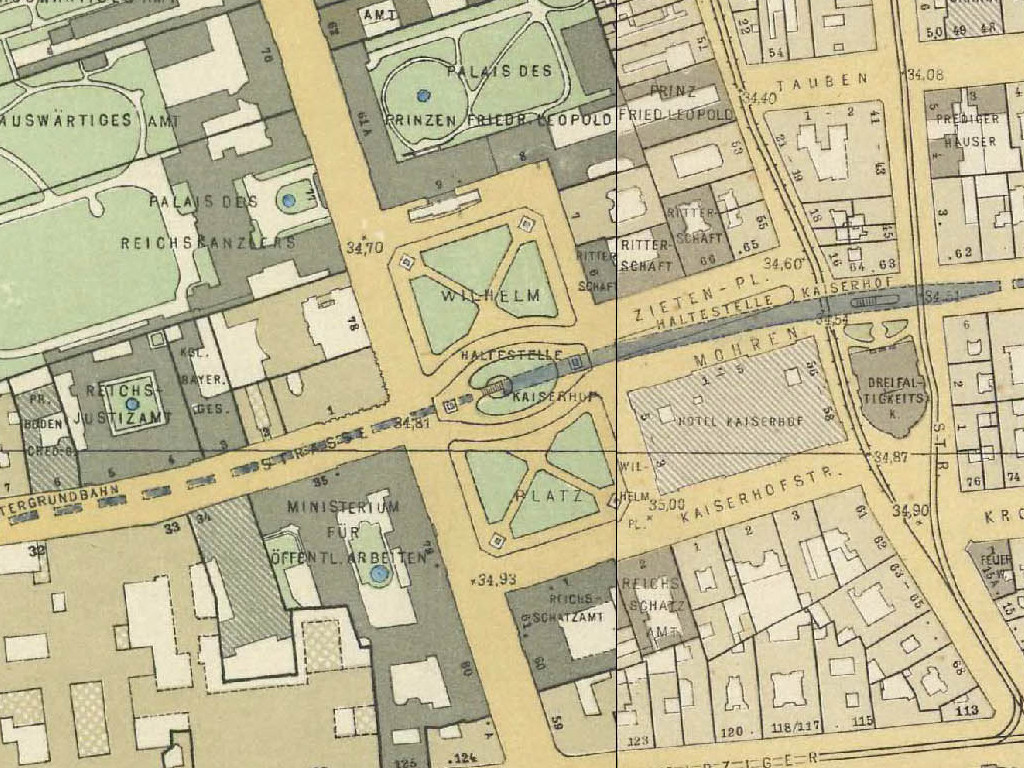
Wilhelmplatz auf dem Straubeplan, 1910

- Wilhelmplatz 1/2; Wilhelmstraße 61: Reichsfinanzministerium, zerstört
- Wilhelmplatz 3–5: Hotel Kaiserhof, zerstört
- Wilhelmplatz 6, heute Mohrenstraße 66: Ritterschaftsdirektion, Bestand
- Wilhelmplatz 7: bis 1931 von den USA angemietetes Gebäude für ihre Berliner Botschaft, zerstört
- Wilhelmplatz 8: Hofmarschallhaus, Bestand
- Wilhelmplatz 9: Ordenspalais, Propagandaministerium, zerstört. Der Erweiterungsbau Wilhelmstraße 49 ist heute Sitz des Bundesministeriums für Arbeit und Soziales
- Wilhelmstraße 79 / Voßstraße 33–35: Gebäude der Reichsbahn, zerstört
- Voßstraße 1: Palais Borsig, 1938/39 in den Bau der Neuen Reichskanzlei integriert, zerstört
- Wilhelmstraße 77/78, Voßstraße 2: (Alte) Reichskanzlei mit Erweiterungsbau, zerstört

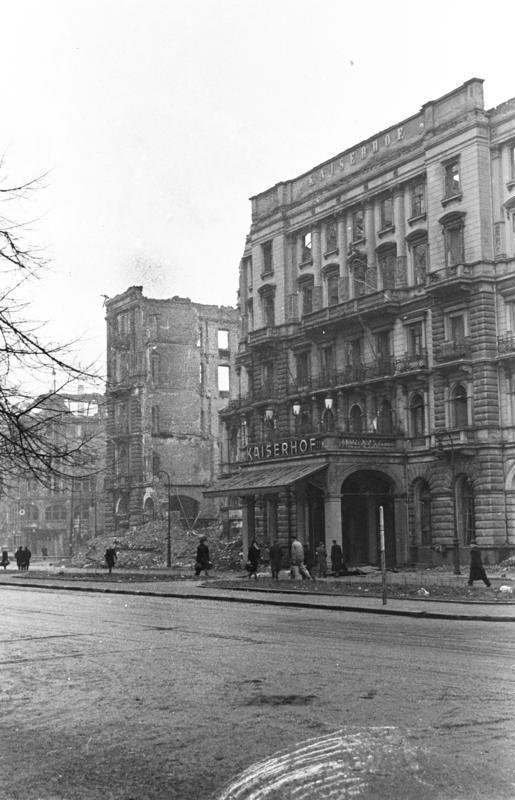
Blick im Februar 1945 auf den Zietenplatz zum Eingang des weitgehend zerstörten Hotels Kaiserhof; die Trümmer wurden später beseitigt
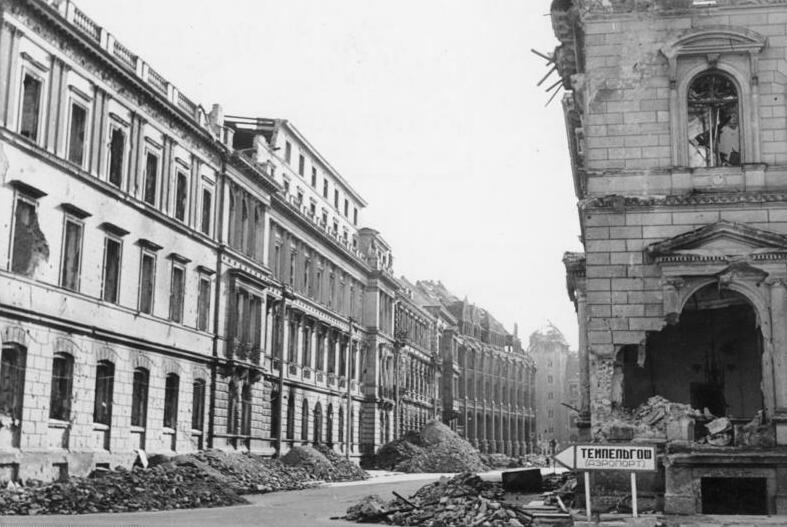
Das Palais Borsig (rechts) und die Gebäude der Reichsbahn (links) am Anfang der Voßstraße wurden nach dem Krieg abgerissen, 1946
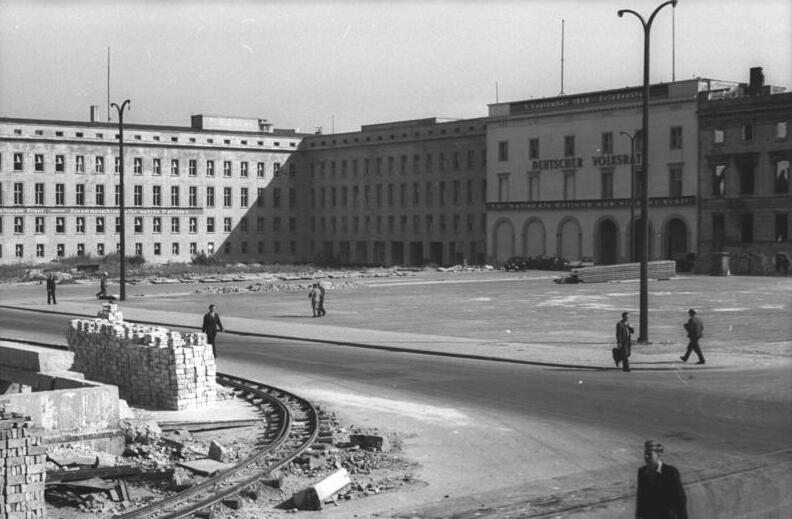
Der bis zum Reichle-Bau erweiterte Nordteil des Platzes; vom Palais Prinz Leopold ist nichts übrig geblieben, 1949
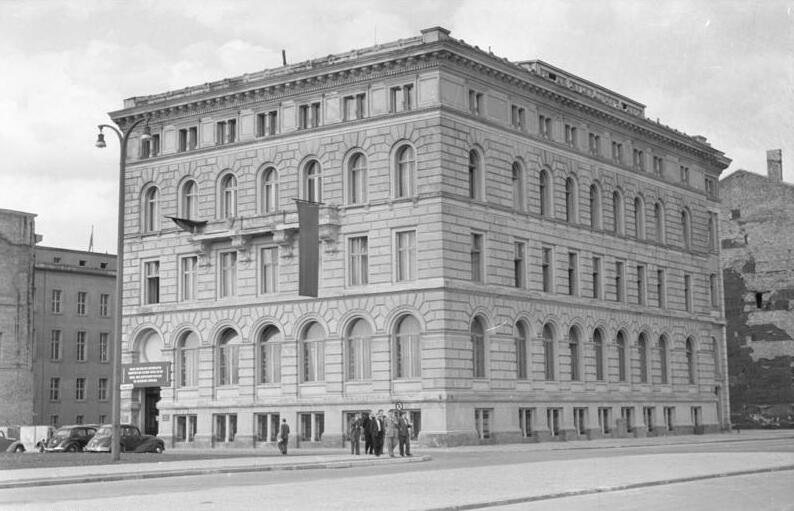
Im Gegensatz zu den Nachbarbauten wurde die Ritterschaftsdirektion, heute Mohrenstraße 66, nach dem Krieg wiederhergestellt; sie diente ab 1949 als Gästehaus der DDR, 1951

## Vom Wilhelmplatz zum Thälmannplatz

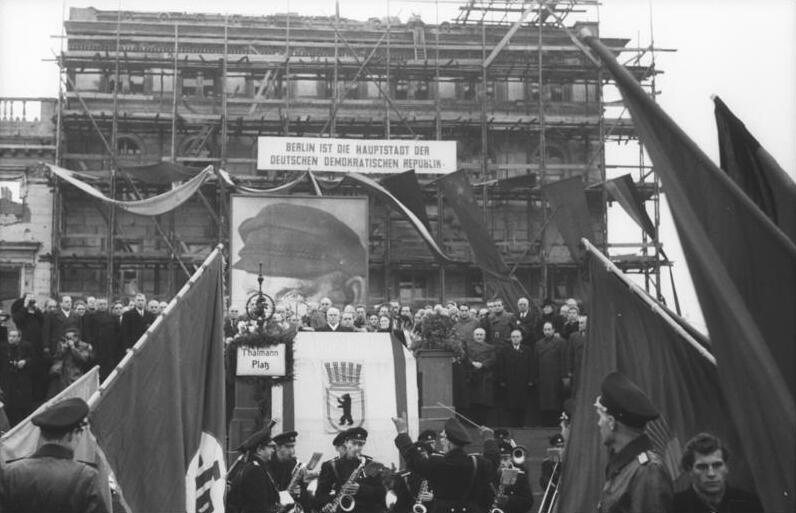
Feierliche Umbenennung des Wilhelmplatzes in Thälmannplatz, 1949

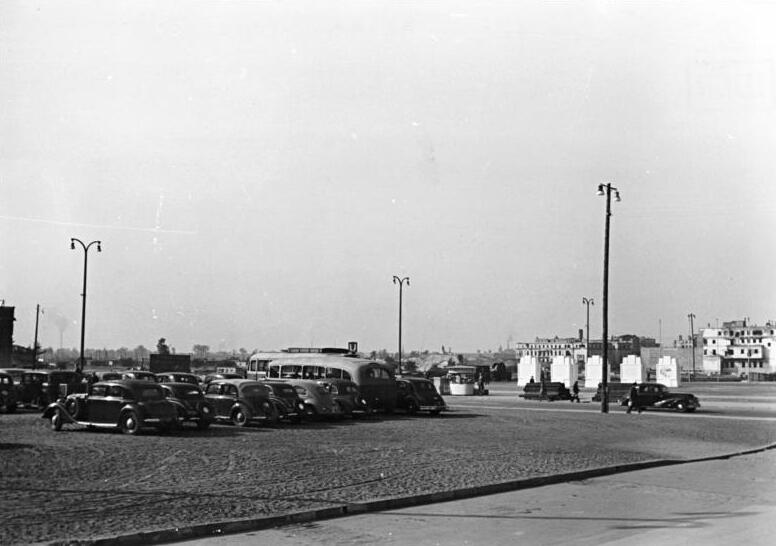
Nach Abriss der meisten Gebäude an der Wilhelmstraße zeigte sich der erweiterte Platz 1951 als urbanes Niemandsland (Blickrichtung Nordwesten)

Die im Zweiten Weltkrieg und besonders während der Straßenkämpfe der letzten Kriegstage stark beschädigte Randbebauung des Wilhelmplatzes bzw. die übrig gebliebenen Ruinen wurden bis 1949 beseitigt. Nach der Abtragung der Reste des Palais Prinz Leopold vergrößerte sich die Nordseite des Platzes auf fast das Doppelte und reichte nun bis zum Reichle-Bau des Propagandaministeriums. Das frühere Gebäude der Ritterschaftsdirektion wurde trotz massiver Kriegsschäden restauriert und diente fortan als Gästehaus der DDR-Regierung. Im Hofmarschallhaus kam bis 1949 der Deutsche Volksrat, danach der Zentralrat der Nationalen Front der DDR unter.
Im August 1949 beschloss der Ost-Berliner Magistrat, den bisherigen Wilhelmplatz nach Ernst Thälmann in Thälmannplatz umzubenennen. Den gleichen Namen erhielt nach seiner Wiederherstellung der im Krieg zerstörte U-Bahnhof Kaiserhof. Bei der öffentlichen Zeremonie zur Umbenennung des Platzes erklärte Walter Ulbricht am 30. November 1949: „Aus einem Kriegshetzer-Platz ist ein Symbol des friedliebenden, aufbauenden Berlin geworden.“
Außer dem Zentralrat der Nationalen Front war zu Zeiten der DDR keine wichtige staatliche Institution am Thälmannplatz ansässig. Nach dem Volksaufstand vom 17. Juni 1953 und vollends nach dem Bau der Berliner Mauer am 13. August 1961 geriet der nahe der Sektorengrenze zu West-Berlin gelegene Thälmannplatz in eine Randlage.
In den Jahren 1974 bis 1978 wurde die Südhälfte des Thälmannplatzes mit der Botschaft der Tschechoslowakei in der DDR überbaut. Das Bauwerk der Architekten Vera Machonina, Vladimir Machonin und Klaus Pätzmann entstand als Solitär in einer Umgebung, die nach den Kriegszerstörungen noch immer weitgehend frei von Bebauung war. Entsprechend stand genügend Raum zur Verfügung, auf einer Grundfläche von 48 mal 48 Meter einen massigen Bau zu errichten, der in keiner Weise an die Architektur der historischen Randbebauung des Wilhelmplatzes anknüpft. Die Stahlbeton-Rahmenkonstruktion mit vorgehängten Fassaden und den dominierenden Materialien Stahl, Beton und Glas zeigt Einflüsse des Brutalismus. Über einem Luftgeschoss auf Straßenniveau, das die Vorfahrt des Hauses aufnimmt, tritt das Hauptgeschoss mit doppelter Etagenhöhe aus der Kubatur hervor. Darüber liegen drei weitere Stockwerke, die die Büroräume aufnehmen. Die Fassaden zeigen eine waagerechte Gliederung aus Materialbändern, bei denen sich Natursteinplatten und dunkel getöntes Glas abwechseln. Das Gebäude dient heute als Botschaft der Tschechischen Republik in Deutschland.
Auf der nördlichen Hälfte des Platzes wurden in den 1980er Jahren Wohnbauten in Plattenbauweise – insbesondere des Typs WBS 70 – errichtet. Damit waren die alten Platzumrisse nur noch ansatzweise erkennbar. 1987 wurde der Thälmannplatz auch offiziell aus dem Straßenregister gestrichen und die Hausnummern in die Otto-Grotewohl-Straße (seit 1992 wieder Wilhelmstraße) eingereiht.

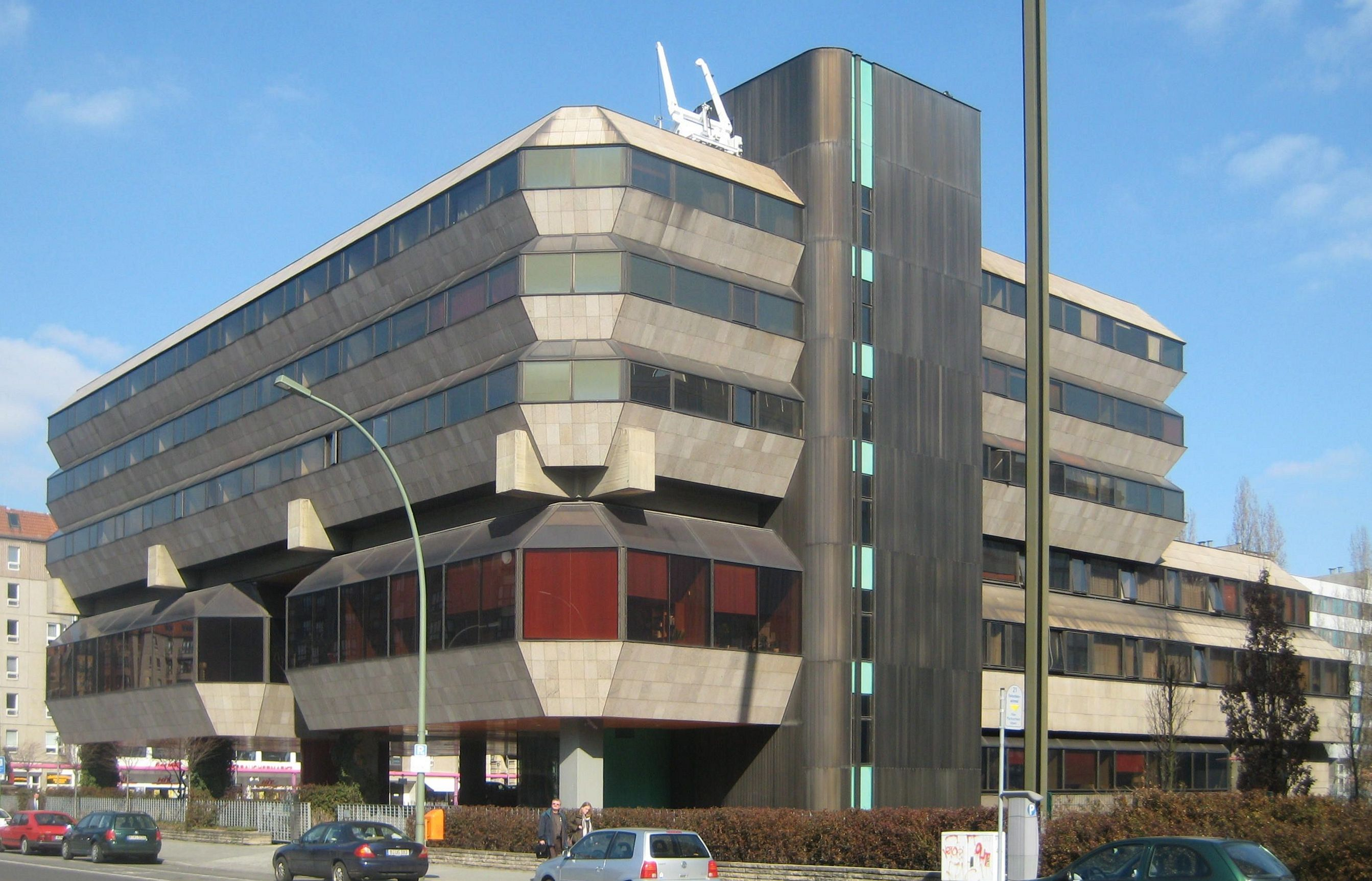
Botschaft der Tschechischen Republik auf der Südhälfte des ehemaligen Wilhelmplatzes, 2010

Die Platzfläche erhielt keinen neuen und auch nicht ihren alten Namen zurück.